# Weinbau in Österreich

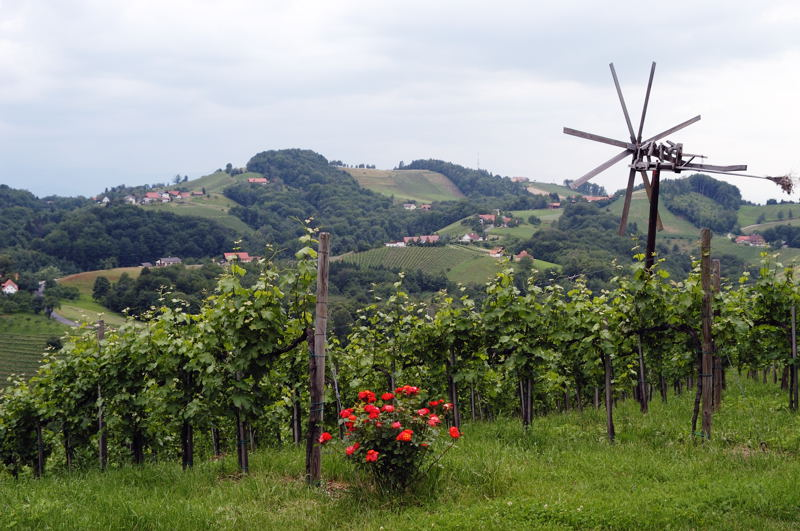
Weinbau im Süden der Steiermark

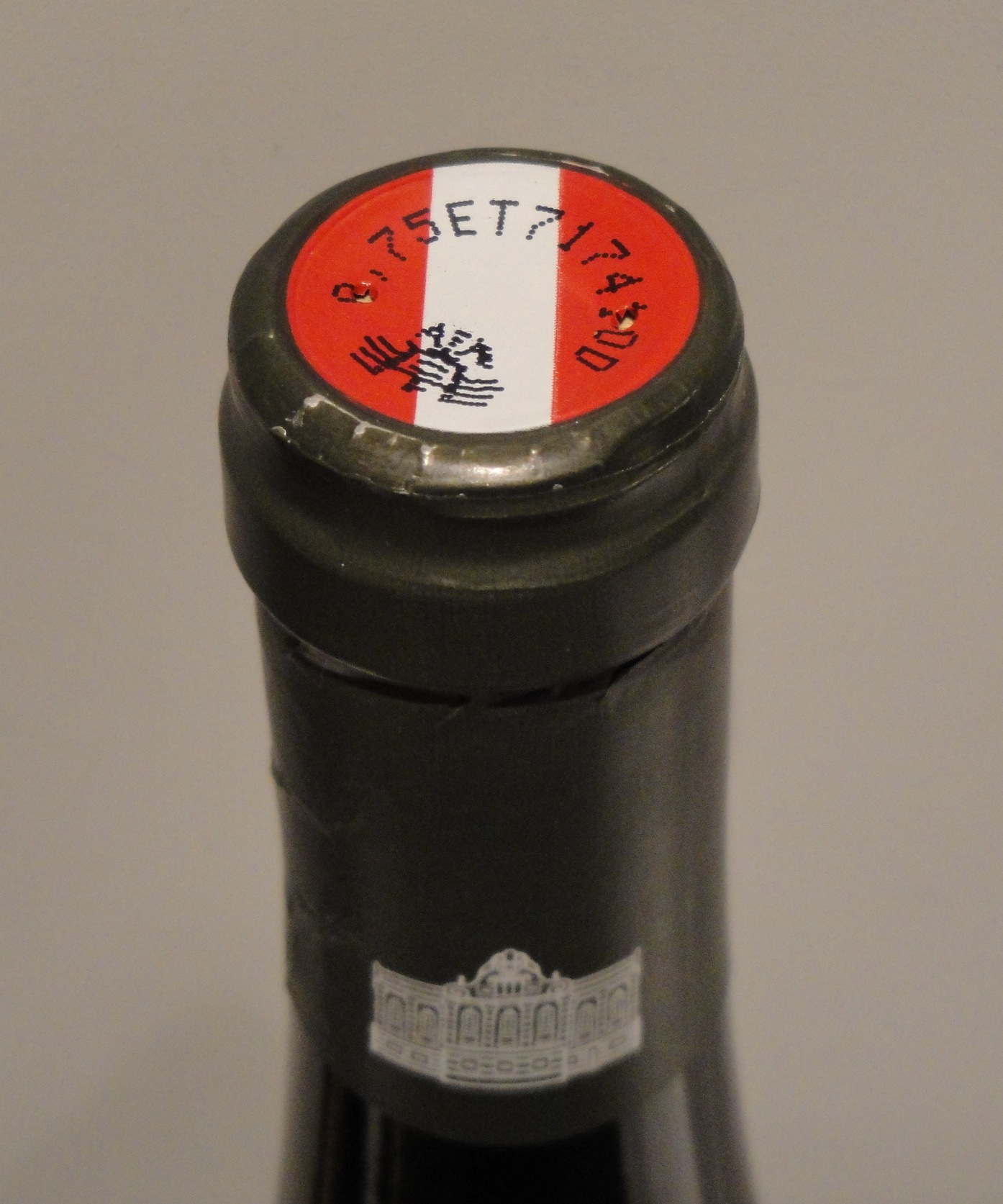
Die österreichische Weinbanderole, seit 1985 obligatorisch für alle österreichischen Qualitätsweine

Weinbau in Österreich wird auf einer Fläche von 44.210 ha betrieben. 70 % davon ist mit weißen, 30 % mit roten Rebsorten bestockt. In Österreich gibt es knapp 10.000 Weinbaubetriebe, 1999 waren es noch über 32.000. Im Jahresdurchschnitt werden 2,5 Millionen Hektoliter Wein produziert, der Großteil davon wird im Inland konsumiert. Die Erzeugung von Tafeltrauben spielt in Österreich eine sehr untergeordnete Rolle.

## Geschichte
Die ältesten Traubenkernfunde wurden am Hundssteig in Krems an der Donau gemacht. Diese Kerne von Vitis sylvestris (Wildrebe) stammen aus der Zeit 3000 v. Chr., höchstwahrscheinlich wurden sie in den Flussauwäldern gesammelt. Das Gleiche gilt für die in Nußdorf ob der Traisen gefundenen Rebkerne die aus der Zeit 2000 v. Chr. stammen. Es gibt aber keinerlei Hinweise, dass Wein in dieser Zeit erzeugt wurde. Das gilt auch für jene Rebkerne von Vitis vinifera (Kulturrebe), die in Stillfried – einer Katastralgemeinde von Angern an der March – gefunden wurden. Sie stammen aus der Zeit 900 v. Chr. und sind damit die ältesten in Mitteleuropa und Österreich gefundenen Rebkerne von Vitis vinifera. Wahrscheinlich stammen sie von importierten getrockneten Beeren aus dem Balkanraum. Es ist möglich, dass diese Rebkerne vor Ort vermehrt und verbreitet wurden. Das Gleiche gilt für die Rebkerne aus einem Hügelgrab bei Zagersdorf im Burgenland. Sie stammen aus der Zeit um 700 v. Chr., Hinweise, Gegenstände und Einrichtungen zur Weinerzeugung fehlen. Vielmehr verwendete man in der Hallstatt- und Latènezeit Rebkerne als Grabbeigabe, was auf deren Wertschätzung der damals lebenden Menschen schließen lässt.

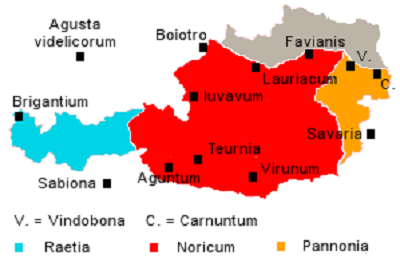
Römische Provinzen und Orte auf dem Gebiet des heutigen Österreichs

Der größte Teil des heutigen Österreich wurde um 15 v. Chr. ins Römische Reich eingegliedert. Der römische Kaiser Claudius richtete während seiner Herrschaft (41–54 n. Chr.) die römische Provinz Noricum ein, deren Grenzen im Norden bis zur Donau, im Nordosten bis zum Wienerwald, im Osten etwa entlang der heutigen steirischen Ostgrenze sowie im Südosten und Süden jenseits von Eisack und Drau verliefen. Mit den Römern fand in den Provinzen Noricum und Pannonien der Weinbau rasch Verbreitung. Cassius Dio, römischer Senator, Konsul, Schriftsteller und Geschichtsschreiber, war unter anderem Statthalter von Pannonien und Dalmatia und beschrieb die Qualität des pannonischen Weinbaus als schlecht.
Trotz der kurzen Regierungszeit des römischen Kaisers Probus (276–282) gehört dieser in einigen Regionen heute zu den auch Laien bekannten römischen Kaisern. Dies rührt von einer Nachricht in der Probus-Biographie der Historia Augusta her, wo es in Kapitel 18,8 heißt: „Gallis omnibus et Hispanis ac Brittannis hinc permisit, ut vites haberent vinumque conficerent.“ („Er erlaubte allen Galliern, Spaniern und Briten, Reben zu besitzen und Wein herzustellen.“) Deshalb gilt Probus in zahlreichen Weinbaugebieten nördlich der Alpen (wie in Österreich und an der Mosel in Deutschland) als derjenige, der dort den Weinbau eingeführt hat. Sicher ist, dass die Weinproduktion in diesen Regionen nach der Mitte des 3. Jahrhunderts deutlich an Bedeutung gewonnen hat.
Im Jahr 470 wurden gemäß der im Jahr 511 von Eugippius verfassten Vita Sancti Severini, der Biographie des Severin von Noricum, Rebflächen bei Mautern erwähnt. Der Fund eines Winzermessers in Lauriacum, einer römischen Siedlung im Bereich von Lorch, einem Stadtteil des heutigen Enns in Oberösterreich gilt ebenfalls als Beleg des frühen Weinbaus zur Zeit der Römer.
Die Völkerwanderung besiegelte den Niedergang der römischen Macht, 476 zerbrach das Weströmische Reich schließlich. Zahlreiche Überfälle auf die Pannonische Tiefebene beeinflussten die weitere Entwicklung des Weinbaus negativ.

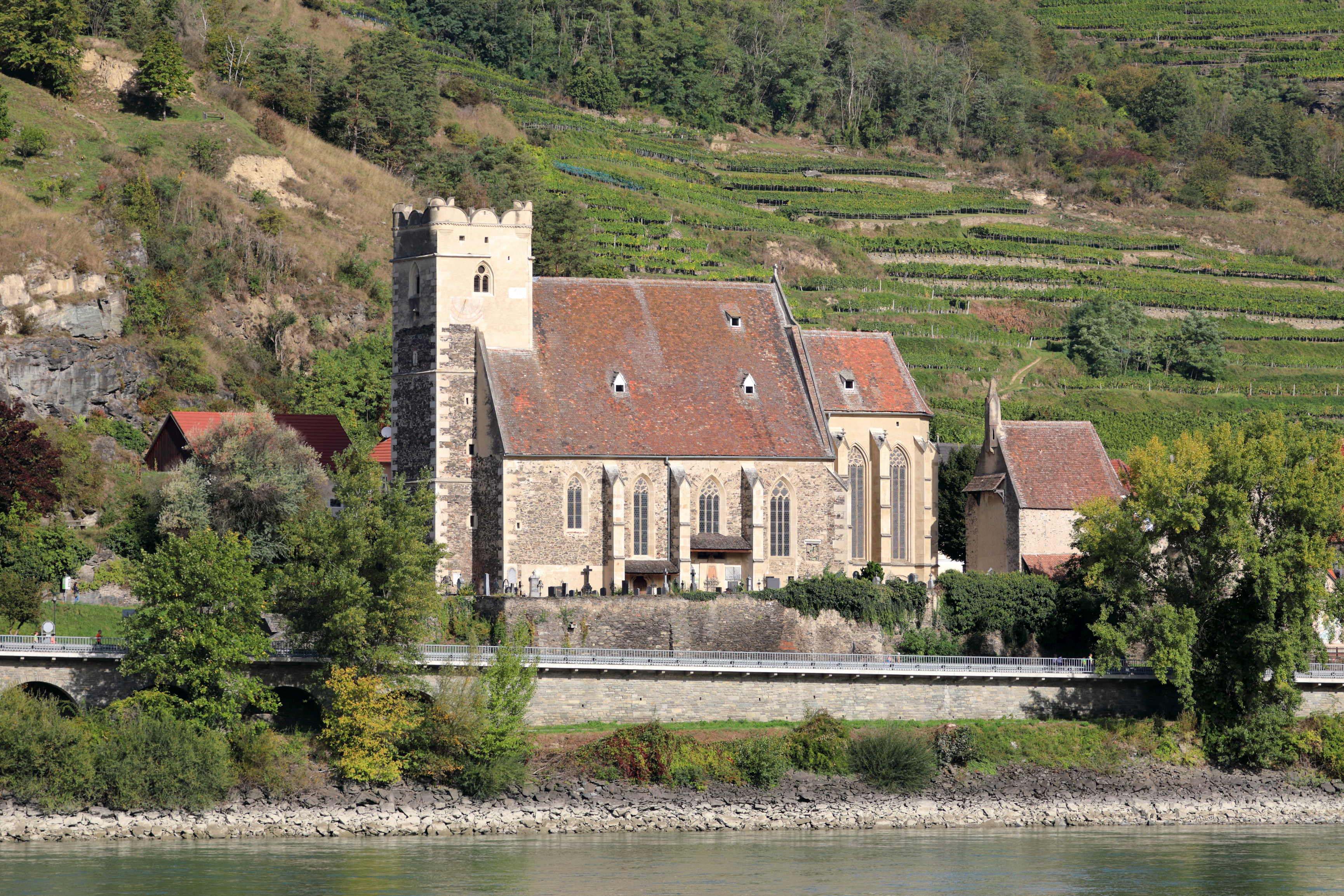
Die Wehrkirche St. Michael, die seit 1280 zum Bereich Thal Wachau gehörte

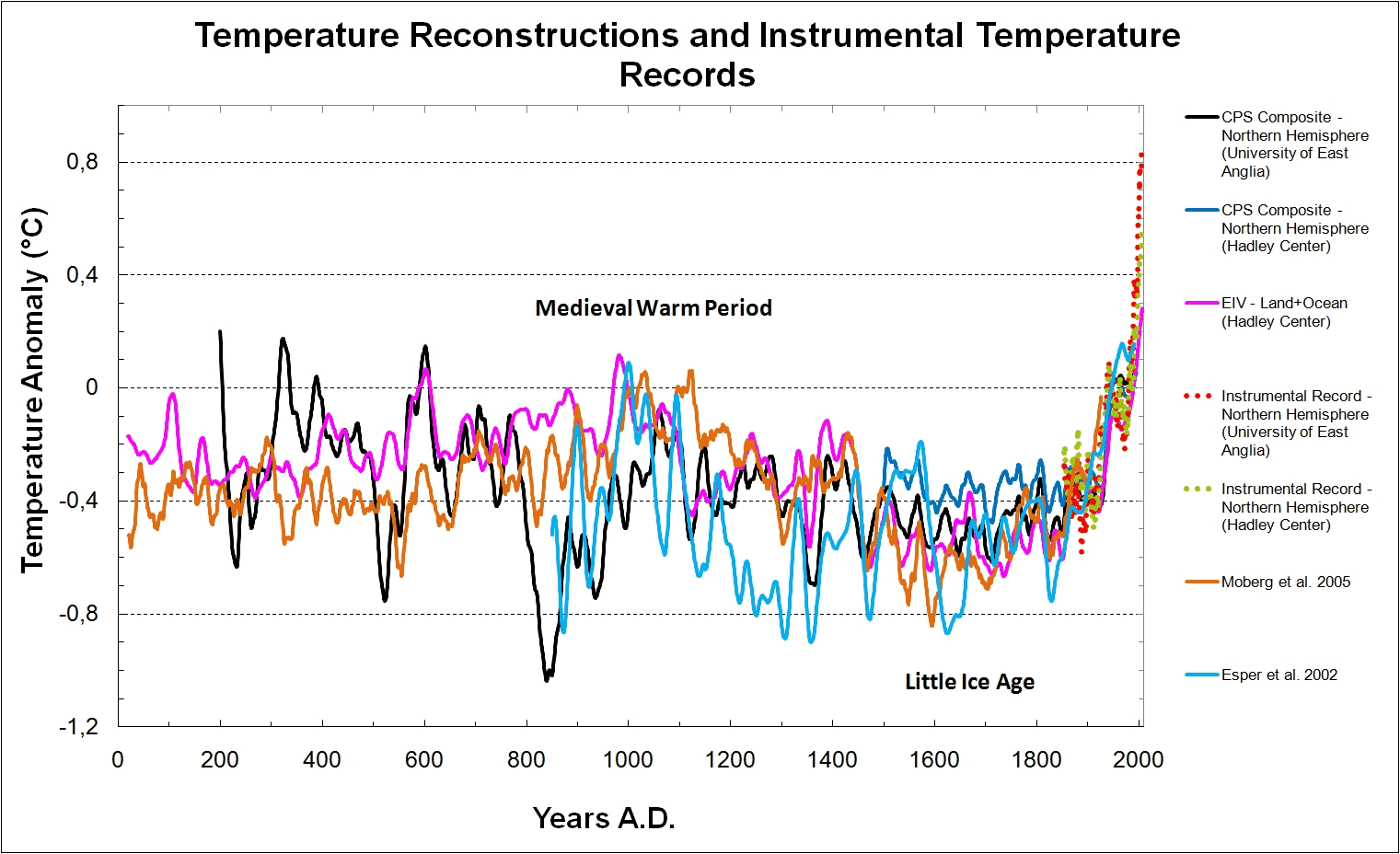
Rekonstruierter Temperaturverlauf der letzten 2000 Jahre nach verschiedenen Quellen, im Vergleich dazu auch die direkt gemessenen Temperaturen bis einschließlich 2004

Der Babenberger Heinrich II. „Jasomirgott“ erhob im Jahr 1145 Wien zu seiner Residenz und stärkte damit den Weinbau in Wien. Der Anbau beschränkte sich nicht nur auf den Nussberg und den Bisamberg. Der heutige 3. und 4. Bezirk, Landstraße und Wieden bestand überwiegend aus Weinflächen. Ein Stadtplan aus dem Jahr 1547 belegt noch den Weinbau rund um die Wiener Minoritenkirche.
Der Adel und die Bürgerschaft versuchten schon früh, das Wein-Monopol von Landesherren und Kirche aufzuweichen. Der erste urkundlich erwähnte Ankauf von drei Weingärten durch den Wiener Bürger Reingerus datiert auf das Jahr 1170.
Die bedeutenden Klöster des österreichischen und bayrischen Voralpenraumes errichteten vom 11. bis ins 13. Jahrhundert zahlreiche landwirtschaftliche Betriebshöfe wie Stift Göttweig, Stift Klosterneuburg, Stift Zwettl, Stift Melk, Stift Lilienfeld und Stift Heiligenkreuz. Im Jahr 1250 wurde unter dem Namen Thal Wachau eine Herrschaft und eine Bezirksverwaltung mit den heutigen Katastralgemeinden Joching, St. Michael, Wösendorf in der Wachau und Weißenkirchen in der Wachau gegründet. Zwischenzeitlich wurden die Katastralgemeinden zur Marktgemeinde Weißenkirchen in der Wachau zusammengefasst.
Am 21. März 1359 führte Herzog Rudolf IV., „der Stifter“, im gesamten Herzogtum eine Getränkesteuer, das sogenannte Ungeld ein. Später folgten mit dem Bergzehnt die Bergrechtsablösen der Grundherrn sowie diverse Zoll- und Mautgebühren für die Durchfuhr von Städten und Regionen.
Weinproduktion und Weinkonsum erreichten durch die Mittelalterliche Warmzeit, wie im gesamten Heiligen Römischen Reich einen absoluten Höhepunkt. In Mitteleuropa war die Temperatur um etwa 1 °C wärmer als während der vorletzten CLINO-Periode (1961–1990). Die Anbaugrenzen in den Mittelgebirgen nördlich der Alpen reichten etwa 200 m höher als gegenwärtig, so dass die Kulturlandschaft im Hochmittelalter ihre größte Ausdehnung erfuhr. Die Rebflächen waren damals etwa zehnmal so umfangreich wie heute. Auch in Salzburg, Oberösterreich, Nordtirol und Kärnten gab es bedeutende Rebflächen.
Am 3. Februar 1447 wurde die Hauerinnung Krems-Stein gegründet. Sie ist die älteste noch aktive Hauerinnung im deutschsprachigen Raum.
1580 brachte Johann Rasch (* in oder um 1540 in Pöchlarn; † 1612 in Wien) sein „Weinbuch“ heraus, welches erstmals in gedruckter Form die österreichischen Weingebiete charakterisierte.
Durch eine Zirkularverordnung von Kaiser Joseph II. von 1784, die das Ausschankrecht für Heurige bestätigte, erhielt der Weinbau neuen Aufschwung. Die Reblauskatastrophe ab 1867 und Pilzkrankheiten verwüsteten weite Teile der Weinrieden des Landes. Die Krise wurde wie in ganz Europa erst durch die Verwendung von amerikanischen Unterlagsreben überwunden. Die Weinbauschule Klosterneuburg, 1860 gegründet, war eine der ersten weltweit. Die Weinbauschule Krems wurde 15 Jahre später gegründet. In der Weinbauschule Klosterneuburg wurden in den ersten Jahrzehnten des 20. Jahrhunderts die Rebsorten Zweigelt, Blauburger, Goldburger und die Jubiläumsrebe gezüchtet.
Im Jahr 1985 sorgte der Glykolwein-Skandal für Aufsehen, als bekannt wurde, dass einige österreichische Winzer ihrem Wein Diethylenglykol beigemischt hatten, um damit einfache Weine aufzuwerten. Dieser Skandal wurde jedoch zum „Katalysator“ für die weitere Entwicklung des österreichischen Qualitätsweinbaus. Im Gefolge des Glykowein-Skandals wurde in Österreich das europaweit strengste Weingesetz beschlossen. Beispielsweise wurde der Begriff des Haustrunkes aus dem Weingesetz genommen, womit der Uhudler endgültig verboten war.
Mit der Herkunft Weinviertel DAC wurde für den Weinjahrgang 2002 erstmals eine gesetzlich kontrollierte Herkunftsbezeichnung eingeführt. In der Folgezeit wurden für weitere österreichische Weinbaugebiete sogenannte DAC-Weine (DAC = Districtus Austriae Controllatus) definiert. Aktuell gibt es 18 DAC-Herkunftsbezeichnungen.

## Qualitätsstufen nach dem Österreichischen Weingesetz
Einteilung der Weine nach Qualitätsstufen laut Österreichischem Weingesetz 2009
| Wein ohne Herkunftsbezeichnung - Wein Der Begriff Tafelwein wurde in der neuen Weinmarktordnung 2009 durch den Begriff Wein ersetzt. - ohne Sorten- und Jahrgangsangabe - ohne Hektarertragsbegrenzung - Verschnitt aus Weinen verschiedener Länder der EU möglich Bezeichnung: - Wein aus Österreich – weiß - Wein aus Österreich – rot Wein ohne g.U. oder g.g.A. können Rebsorten- oder Jahrgangsangaben, bei bestimmten Voraussetzungen, haben. - Hektarhöchstertrag 10.000 kg (oder 7.500 l Wein/ha) - Muss im Aussehen und Geschmack frei von Fehlern sein. - entsprechende Rebsortentypizität - Rebsorten mit Herkunftsnamen (z. B. Weißer Burgunder und alle anderen Burgundersorten, Rheinriesling etc.) sind nicht erlaubt (mögliche Irreführung des Konsumenten). - Angaben von Sorten lt. Qualitätsweinrebsortenverordnung, sowie durch Verordnung zugelassene Rebsorten. Alkoholerhöhung/Anreicherung Weine ohne geografischer Herkunft - Alkoholerhöhung/Anreicherung maximale Anreicherungsspanne 2,0 %vol - Gesamtalkohol nach Anreicherung Weißwein 12,0 %vol, Rotwein 12,5 %vol Weine mit geschützter, geografischer Angabe (g.g.A.) - Landwein (mind. 14 °KMW = 68 °Oe, mind. 8,5 %vol) - Trauben müssen zu 100 % aus einer Weinbauregion (Weinland, Steirerland, Bergland) stammen. - „Landwein“ muss auf dem Etikett stehen. - Muss ausschließlich aus Qualitätsrebsorten bereitet sein. - Mindestmostgewicht der Trauben 14 °KMW. - Der Wein muss der Bezeichnung typische Eigenart aufweisen. - Gesamtsäuregehalt von mindestens 4 g je Liter - Hektarhöchstertrag 10.000 kg (bzw. 7.500 l Wein/ha) - Muss im Aussehen und Geruch frei von Fehlern sein. Alkoholerhöhung/Anreicherung - Alkoholerhöhung/Anreicherung maximale Anreicherungsspanne 2,0 %vol - Gesamtalkohol nach Anreicherung Weißwein 13,5 %vol, Rotwein 14,5 %vol | Wein mit geschützter Ursprungsbezeichnung (g.U.) - Im Sinne der GMO-Wein sind Qualitätsweine, inkl. Prädikatsweine und DAC-Weine, Weine mit geschützter Ursprungsbezeichnung. - Für alle Qualitätsweine oder Prädikatsweine gilt ein Hektarhöchstertrag von 10.000 kg (bzw. 7.500 l Wein/ha). - Alle Qualitäts- und Prädikatsweine dürfen erst nach staatlicher Prüfung und Vergabe der staatlichen Prüfnummer in Verkehr gebracht werden. Qualitätsweine - Qualitätswein (mind. 15 °KMW = 73° Oe, mind. 9 %vol) - Alkoholerhöhung/Anreicherung maximale Anreicherungsspanne 2,0 %vol - Gesamtalkohol nach Anreicherung Weißwein 13,5 %vol, Rotwein 14,5 %vol - Süßung bis zu einem Gehalt von 15 g unvergorenem Zucker möglich - Kabinett (mind. 17 °KMW = 83,5° Oe, max. 12,9 %vol) - keine Alkoholerhöhung/Anreicherung - Gehalt an unvergorenem Zucker höchstens 9 g/l - keine Süßung - Prädikatsweine - Spätlese (mind. 19 °KMW = 94 °Oe, mind. 5 %vol) - Auslese (mind. 21 °KMW = 105 °Oe) - Eiswein (mind. 25 °KMW = 127 °Oe) - Strohwein oder Schilfwein (mind. 25 °KMW = 127 °Oe) - Beerenauslese (mind. 25 °KMW = 127 °Oe) - Trockenbeerenauslese (mind. 30 °KMW = 156 °Oe) - Ruster Ausbruch DAC (mind. 30 °KMW = 156 °Oe, Trockenbeerenauslese aus der Freistadt Rust) Eine Alkoholerhöhung/Anreicherung, Süßung bei Prädikatsweinen ist nicht zulässig Angaben auf der Flasche: - rot-weiß-rote Banderole (=Zeichen für im Inland auf Flaschen gefüllten Qualitätswein) - staatliche Prüfnummer - Weinbaugebiet (4 Bundesländer, 18 DAC-Appellationen) - Rebsorte, Jahrgang, Qualitätsstufe |

In Österreich liegt die Produktionsmenge von Wein der Qualitätsstufe Qualitäts- und Prädikatsweine deutlich über den anderen Stufen.

### Districtus Austriae Controllatus
Seit 2003 gibt es in Österreich auch gebietsspezifische Qualitätsweine, die DAC-Weine. Ein DAC (Districtus Austriae Controllatus) ist ein besonders gebietstypischer Qualitätswein aus einem bestimmten Weinbaugebiet. Welche Sorten zugelassen sind und welche konkreten Qualitätsanforderungen an den DAC gestellt werden, beschließen sogenannte interprofessionelle oder regionale Weinkomitees.
Bisher wurden in Österreich per Ministeriumsverordnung die folgenden 18 DAC-Apellationen definiert (chronologische Reihung nach deren Einführung):
- Weinviertel DAC (ab Jahrgang 2002, Reserve: ab Jahrgang 2009)
- Mittelburgenland DAC (ab Jahrgang 2005)
- Traisental DAC (ab Jahrgang 2006)
- Kremstal DAC (ab Jahrgang 2007)
- Kamptal DAC (ab Jahrgang 2008)
- Leithaberg DAC (weiß: ab Jahrgang 2009, rot: ab Jahrgang 2008)
- Eisenberg DAC (ab Jahrgang 2009, Reserve: ab Jahrgang 2008)
- Neusiedlersee DAC (Klassik: ab Jahrgang 2011, Reserve: ab Jahrgang 2010)
- Wiener Gemischter Satz DAC (ab Jahrgang 2013)
- Rosalia DAC (ab Jahrgang 2017)
- Vulkanland Steiermark DAC (ab Jahrgang 2018)
- Südsteiermark DAC (ab Jahrgang 2018)
- Weststeiermark DAC (ab Jahrgang 2018)
- Carnuntum DAC (ab Jahrgang 2019)
- Wachau DAC (ab Jahrgang 2020)
- Ruster Ausbruch DAC (seit Oktober 2020)
- Wagram DAC (ab Jahrgang 2021)
- Thermenregion DAC (ab Jahrgang 2023)

### Rebsortenspiegel
Die folgende Tabelle listet alle 26 weißen und 16 roten Rebsorten auf, die in Österreich zur Herstellung von Qualitäts- und Prädikatsweinen zugelassen sind. Zusätzlich werden alle Sorten angegeben, die für die Erzeugung von Wein ohne geschützte Ursprungsbezeichnung oder geografische Angabe mit Rebsorten- oder Jahrgangsbezeichnung („Rebsortenwein“) zugelassen sind. Alle Prozentangaben sind auf die Gesamtweinbaufläche bezogen.
Mit Stern (*) gekennzeichnete Sorten sind sogenannte pilzwiderstandsfähige Rebsorten (PIWIs).
„Wiener Gemischter Satz“ ist keine Rebsorte, sondern eine Wiener Spezialität aus mehreren weißen Rebsorten, bei denen verschiedene Sorten in einem Weingarten wachsen. Diese Sorten werden nicht getrennt voneinander statistisch erfasst.

#### Anbau Weißweinsorten
| Anbau Weißweinsorten              | Rebfläche ha | %       |
| --------------------------------- | ------------ | ------- |
| Blütenmuskateller*                | 123,72       | 0,3 %   |
| Bouvier                           | 201,35       | 0,5 %   |
| Chardonnay (Morillon)             | 1.926,66     | 4,4 %   |
| Donauriesling*                    | 80,80        | 0,2 %   |
| Donauveltliner*                   | 62,35        | 0,1 %   |
| Frühroter Veltliner (Malvasier)   | 226,69       | 0,5 %   |
| Furmint                           | 35,13        | 0,1 %   |
| Goldburger                        | 28,78        | 0,1 %   |
| Goldmuskateller                   | 50,44        | 0,1 %   |
| Grauer Burgunder (Pinot Gris)     | 322,75       | 0,7 %   |
| Grüner Veltliner                  | 14.296,41    | 32,3 %  |
| Jubiläumsrebe                     | 2,24         | 0,0 %   |
| Müller-Thurgau (Rivaner)          | 1.195,26     | 2,7 %   |
| Muscaris*                         | 96,88        | 0,2 %   |
| Muskat Ottonel                    | 312,96       | 0,7 %   |
| Muskateller                       | 1.543,43     | 3,5 %   |
| Neuburger                         | 235,26       | 0,5 %   |
| Riesling                          | 2.025,05     | 4,6 %   |
| Roter Veltliner                   | 202,60       | 0,5 %   |
| Rotgipfler                        | 110,95       | 0,3 %   |
| Sauvignon Blanc                   | 1.739,69     | 3,9 %   |
| Scheurebe (Sämling 88)            | 293,36       | 0,7 %   |
| Souvignier Gris*                  | 75,62        | 0,2 %   |
| Sylvaner                          | 23,06        | 0,1 %   |
| Traminer                          | 262,80       | 0,6 %   |
| Weißer Burgunder (Pinot Blanc)    | 1.847,63     | 4,2 %   |
| Welschriesling                    | 2.774,27     | 6,3 %   |
| Wiener Gemischter Satz            | 239,22       | 0,5 %   |
| Zierfandler (Spätrot)             | 61,63        | 0,1 %   |
| Summe Qualitätswein-Sorten weiß   | 30.396,99    | 68,8 %  |
| Bronner*                          | 16,75        | 0,04 %  |
| Cabernet Blanc**                  | 24,33        | 0,06 %  |
| Johanniter*                       | 9,35         | 0,02 %  |
| Orangetraube                      | 0,71         | 0,002 % |
| Solaris*                          | 11,53        | 0,03 %  |
| Summe Rebsortenwein-Sorten weiß   | 62,67        | 0,1 %   |
| Summe sonstige Sorten weiß        | 386,89       | 0,9 %   |
| Rebfläche Weißwein gesamt (in ha) | 30.846,55    | 69,8 %  |

#### Anbau Rotweinsorten
| Anbau Rotweinsorten              | Rebfläche ha | %      |
| -------------------------------- | ------------ | ------ |
| Blauburger                       | 417,92       | 0,9 %  |
| Blauer Burgunder (Pinot Noir)    | 602,74       | 1,4 %  |
| Blauer Portugieser               | 424,79       | 1,0 %  |
| Blauer Wildbacher                | 520,10       | 1,2 %  |
| Blaufränkisch                    | 2.550,08     | 5,8 %  |
| Cabernet Franc                   | 110,63       | 0,3 %  |
| Cabernet Sauvignon               | 568,66       | 1,3 %  |
| Merlot                           | 816,15       | 1,8 %  |
| Rathay*                          | 54,57        | 0,1 %  |
| Roesler*                         | 283,78       | 0,6 %  |
| Rosenmuskateller                 | 8,46         | 0,0 %  |
| St. Laurent                      | 587,75       | 1,3 %  |
| Syrah                            | 149,97       | 0,3 %  |
| Zweigelt                         | 5.940,28     | 13,4 % |
| Summe Qualitätswein-Sorten rot   | 13.035,88    | 29,5 % |
| Cabernet Jura*                   | 17,84        | 0,04 % |
| Pinot Nova*                      | 17,60        | 0,04 % |
| Regent*                          | 7,92         | 0,02 % |
| Summe Rebsortenwein-Sorten rot   | 43,36        | 0,1 %  |
| Summe sonstige Sorten rot        | 284,61       | 0,6 %  |
| Rebfläche Rotwein gesamt (in ha) | 13.363,84    | 30,2 % |

## Weinbaugebiete in Österreich
Die Weinbauflächen werden in drei Weinbauregionen eingeteilt:
- das Weinland mit den Bundesländern Burgenland, Niederösterreich und Wien
- das Steirerland mit dem Bundesland Steiermark sowie
- das Bergland mit den Bundesländern Kärnten, Oberösterreich, Salzburg, Tirol und Vorarlberg.

Die einzelnen Weinbauregionen bestehen aus den folgenden 17 Weinbaugebieten:
1. Wachau
2. Kremstal
3. Kamptal
4. Traisental
5. Wagram
6. Weinviertel
7. Carnuntum
8. Thermenregion
9. Neusiedlersee
10. Leithaberg (inkl. Rust)
11. Rosalia
12. Mittelburgenland
13. Eisenberg
14. Wien
15. Vulkanland Steiermark
16. Südsteiermark
17. Weststeiermark

### WeinbauregionWeinland
Diese Weinbauregion umfasst die Weinbauflächen der Bundesländer Niederösterreich (26.732 ha), Burgenland (11.538 ha) und Wien (588 ha). Gemeinsam stellen sie 14 der 17 Weinbaugebiete. In der Weinbauregion Weinland gibt es im Bundesland Niederösterreich noch 2 ha, die keinem Weinbaugebiet zugeordnet sind. Die Weinbaugebiete im Burgenland, das Weinviertel und die anderen Weinbaugebiete in Niederösterreich zusammen machen je etwa ein Drittel der Weinbaufläche der Weinbauregion Weinland aus.

#### Wachau

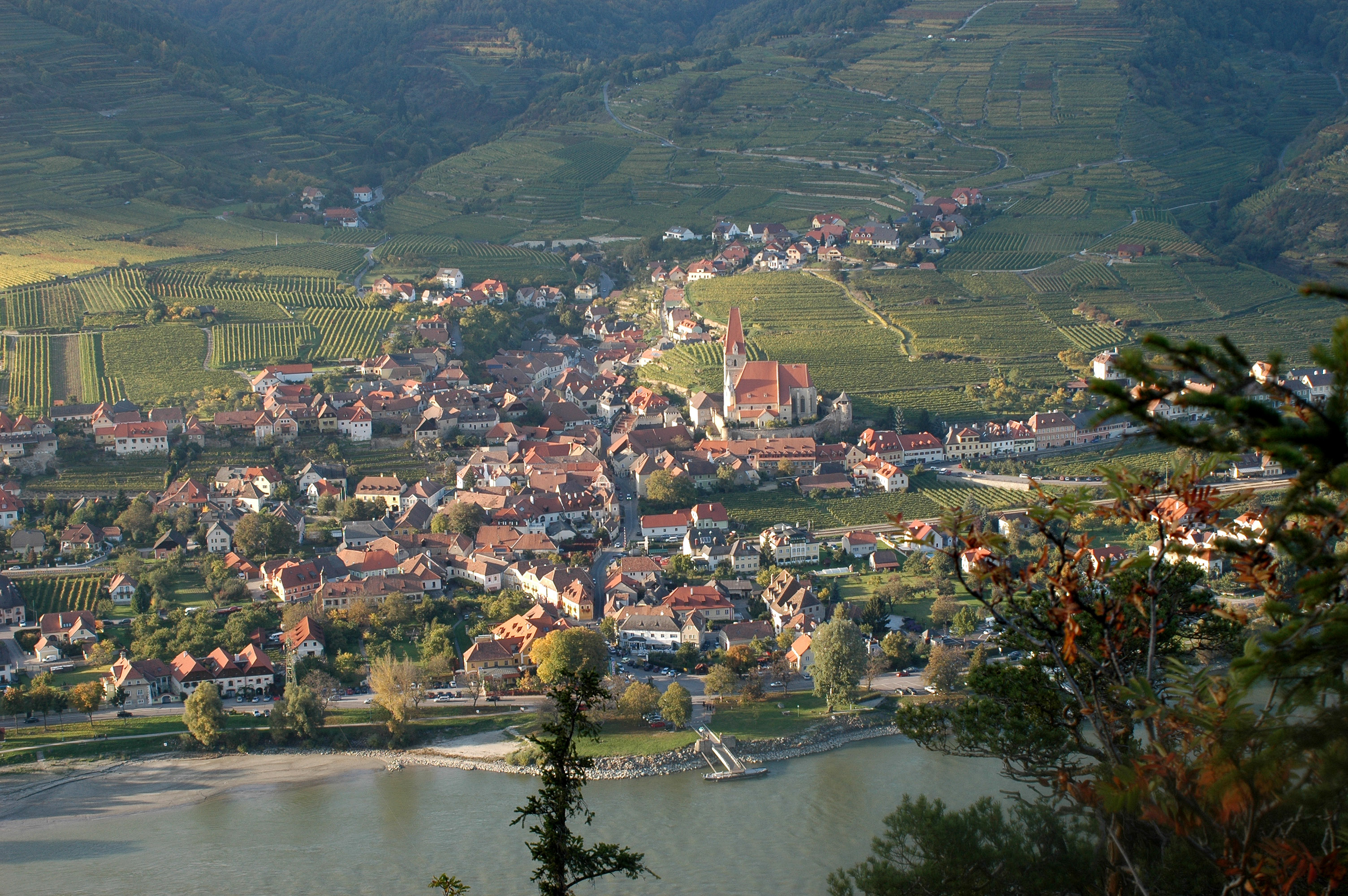
Weißenkirchen (Wachau)

- Lage: sonnige Hanglagen im Donauabschnitt Wachau. Das Weinbaugebiet umfasst von 33 Stromkilometern zwischen Melk und Krems nur die 15 km westlich von Krems und die unmittelbar angrenzende Seitentäler, die sogenannten Wachauer Gräben. Weinbau wird auf den Hängen bis auf etwa 450 m ü. A., bzw. 250 m über der Donau betrieben.
- Boden: Meist verwitterte Urgesteinsböden an den Steilhängen mischen sich in tieferen Lagen mit Löss. Im Tal teilweise auch sandige Böden. Typisch für die Wachau sind die durch Trockenmauern begrenzten Steinterrassen.
- Klima: Die Ausläufer des warmen pannonischen Klimas kommen von Osten bis in die Wachau. Aus dem Westen gelangen die Ausläufer der gemäßigten, atlantischen Luft. Zu diesen beiden kommen noch die kühlen, oft feuchteren Luftmassen aus dem Norden, die durch die Wachauer Gräben in das Donautal gleiten. Einer der größeren Gräben ist der Spitzer Graben. Das Zusammenspiel dieser drei Klimaeinflüsse sorgt für eine ständige Luftzirkulation, die die Bukettbildung wesentlich mit beeinflusst.
- Bekannteste Rieden: Dürnstein: Kellerberg, Höhereck, Hollerin; Loiben: Loibenberg, Schütt, Steinertal, Kreutles; Spitz: Tausendeimerberg, Singerriedel, Axpoint, Setzberg; Weißenkirchen: Achleiten, Klaus, Frauengärten Mautern: Strudelweg
- 419 Weinbaubetriebe.[1]
- Seit dem Jahrgang 2020 dürfen nur DAC-Weine die Herkunft „Wachau“ tragen.
- Anbaufläche[1]: 1.285 ha

| Weißweinsorte               | Rebfläche ha | %      |
| --------------------------- | ------------ | ------ |
| Grüner Veltliner            | 828,28       | 64,5 % |
| Riesling                    | 236,57       | 18,4 % |
| Muskateller                 | 33,14        | 2,6 %  |
| sonstige Sorten weiß        | 112,22       | 8,7 %  |
| Summe Weißweinsorten Wachau | 1.210,21     | 94,2 % |

| Rotweinsorte                  | Rebfläche ha | %     |
| ----------------------------- | ------------ | ----- |
| Zweigelt                      | 54,78        | 4,3 % |
| Blauer Burgunder (Pinot Noir) | 6,49         | 0,5 % |
| Blauburger                    | 2,96         | 0,2 % |
| sonstige Sorten rot           | 10,37        | 0,8 % |
| Summe Rotweinsorten Wachau    | 74,60        | 5,8 % |

#### Kremstal
- Lage: Kremstal nördlich der Donau
- Boden: Urgesteinsböden im Westen, Löss und Lehm im Osten und Süden
- Klima: Rand des pannonischen Klimagebietes. Zur Reifezeit strömt aus der Hochebene des umliegenden Waldviertels kühle, sauerstoffreiche Luft in das Tal, dadurch große Schwankungen zwischen Tag- und Nachttemperatur. Die Temperaturschwankungen, die hohe Luftfeuchtigkeit und die Herbstnebel begünstigen die Würzigkeit und die Finesse der Weine.
- 534 Weinbaubetriebe.[1]
- das gesamte Weinbaugebiet ist ein DAC, nur DAC-Weine dürfen die Herkunftsbezeichnung „Kremstal“ führen.
- Anbaufläche[1]: 2.242 ha

| Weißweinsorte                 | Rebfläche ha | %      |
| ----------------------------- | ------------ | ------ |
| Grüner Veltliner              | 1.322,94     | 59,0 % |
| Riesling                      | 248,42       | 11,1 % |
| Müller-Thurgau (Rivaner)      | 78,32        | 3,5 %  |
| sonstige Sorten weiß          | 266,67       | 11,9 % |
| Summe Weißweinsorten Kremstal | 1.916,36     | 85,5 % |

| Rotweinsorte                  | Rebfläche ha | %      |
| ----------------------------- | ------------ | ------ |
| Zweigelt                      | 249,70       | 11,1 % |
| Blauer Burgunder (Pinot Noir) | 19,90        | 0,9 %  |
| Cabernet Sauvignon            | 12,33        | 0,5 %  |
| sonstige Sorten rot           | 43,90        | 2,0 %  |
| Summe Rotweinsorten Kremstal  | 325,84       | 14,5 % |

#### Kamptal

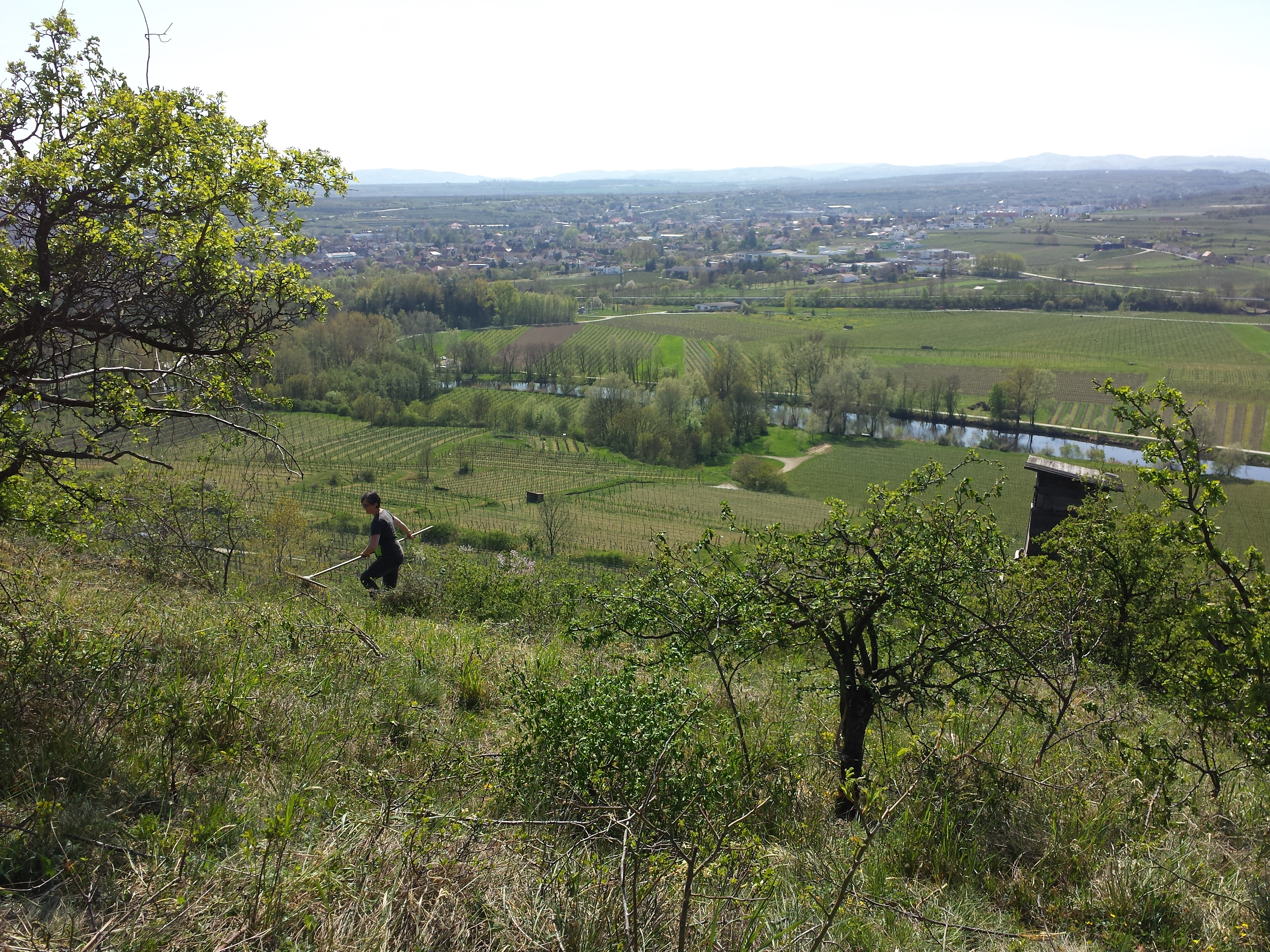
Blick vom Reben-bewachsenen Heiligenstein (Kamptal)

- Lage: Kamptal im nördlichen Niederösterreich, Langenlois, Schönberg, Stiefern, Zöbing
- Boden: Löss- und Lehmböden, teilweise Urgestein
- Klima: teilweise pannonisch
- 539 Weinbaubetriebe.[1]
- das gesamte Weinbaugebiet ist ein DAC, nur DAC-Weine dürfen die Herkunftsbezeichnung „Kamptal“ führen.
- Anbaufläche[1]: 3.567 ha

| Weißweinsorte                | Rebfläche ha | %      |
| ---------------------------- | ------------ | ------ |
| Grüner Veltliner             | 1.958,04     | 54,9 % |
| Riesling                     | 363,75       | 10,2 % |
| Müller-Thurgau (Rivaner)     | 140,80       | 3,9 %  |
| sonstige Sorten weiß         | 467,90       | 13,1 % |
| Summe Weißweinsorten Kamptal | 2.930,48     | 82,2 % |

| Rotweinsorte                  | Rebfläche ha | %      |
| ----------------------------- | ------------ | ------ |
| Zweigelt                      | 448,12       | 12,6 % |
| Blauer Burgunder (Pinot Noir) | 44,64        | 1,3 %  |
| Blauburger                    | 30,17        | 0,8 %  |
| sonstige Sorten rot           | 113,34       | 3,2 %  |
| Summe Rotweinsorten Kamptal   | 636,28       | 17,8 % |

#### Traisental

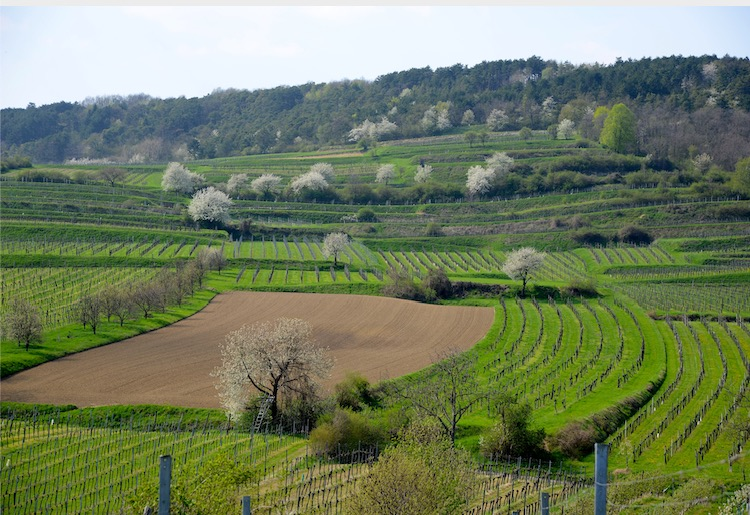
Weinlandschaft bei Inzersdorf ob der Traisen (Traisental)

- Lage: Nördlich von St. Pölten bis zur Donau entlang der Traisen
- Boden: sandige Lössböden, Konglomerate
- Klima: sonnig und warm
- 344 Weinbaubetriebe.[1]
- das gesamte Weinbaugebiet ist ein DAC, nur DAC-Weine dürfen die Herkunftsbezeichnung „Traisental“ führen.
- Anbaufläche[1]: 861 ha

| Weißweinsorte                   | Rebfläche ha | %      |
| ------------------------------- | ------------ | ------ |
| Grüner Veltliner                | 535,80       | 62,3 % |
| Riesling                        | 55,19        | 6,4 %  |
| Muskateller                     | 30,84        | 3,6 %  |
| sonstige Sorten weiß            | 123,68       | 14,4 % |
| Summe Weißweinsorten Traisental | 745,52       | 86,6 % |

| Rotweinsorte                   | Rebfläche ha | %      |
| ------------------------------ | ------------ | ------ |
| Zweigelt                       | 71,42        | 8,3 %  |
| Blauer Portugieser             | 12,77        | 1,5 %  |
| Blauburger                     | 6,79         | 0,8 %  |
| sonstige Sorten rot            | 24,17        | 2,8 %  |
| Summe Rotweinsorten Traisental | 115,16       | 13,4 % |

#### Wagram

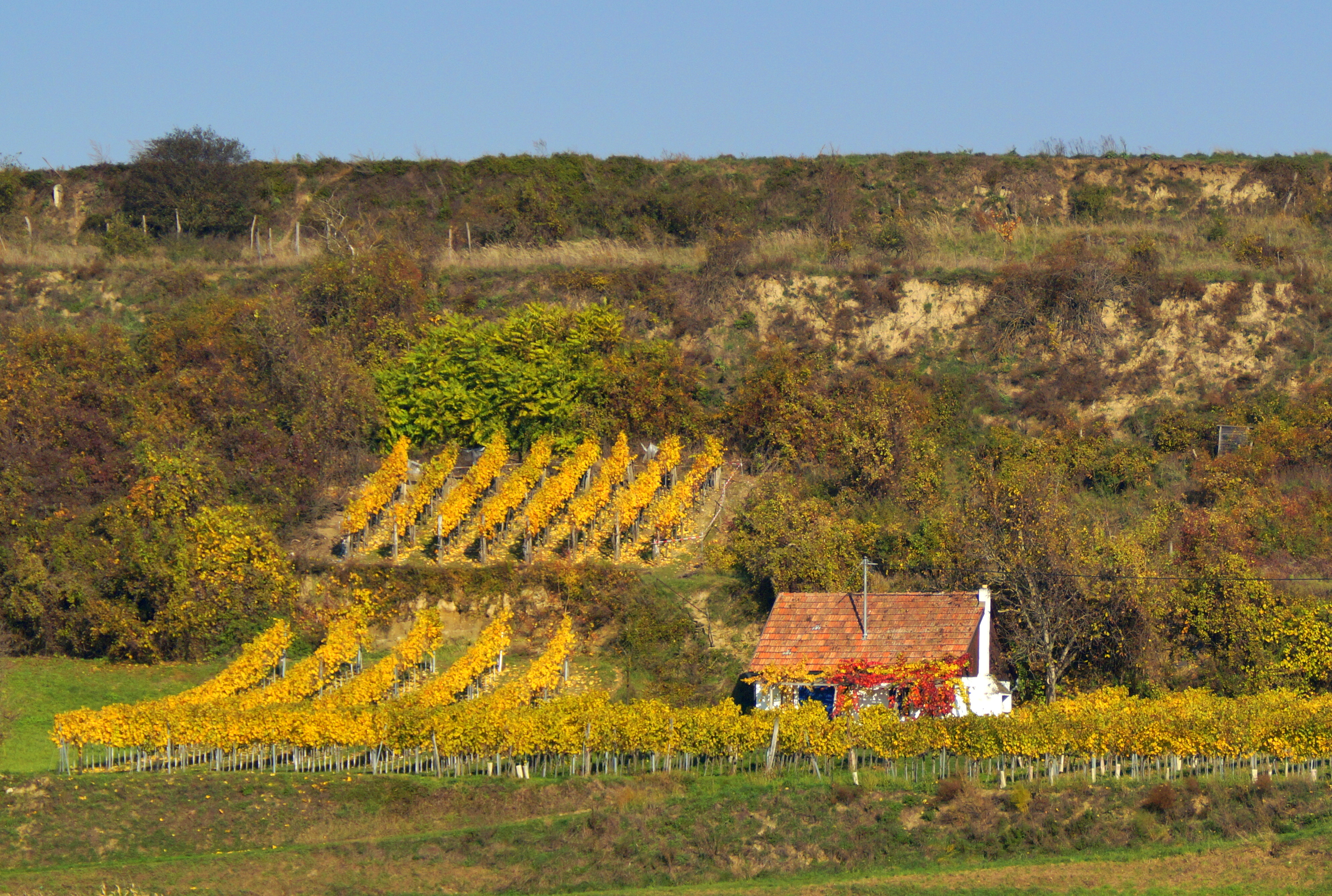
Weingarten bei Kirchberg am Wagram (Wagram)

- Lage: östlich von Krems an der Donau, Klosterneuburg gehört ebenfalls dazu
- Boden: Löss und Flussschotter
- Klima: Pannonisches Klima (im westlichen Wagram bei Krems noch leichter atlantischer Einfluss)
- Bekannte Rieden: Brunnthal, Fumberg, Mordthal, Rosenberg, Steinberg
- 572 Weinbaubetriebe.[1]
- das gesamte Weinbaugebiet ist ein DAC, nur DAC-Weine dürfen die Herkunftsbezeichnung „Wagram“ führen.
- Anbaufläche[1]: 2.411 ha

| Weißweinsorte               | Rebfläche ha | %      |
| --------------------------- | ------------ | ------ |
| Grüner Veltliner            | 1.301,81     | 54,0 % |
| Riesling                    | 133,68       | 5,5 %  |
| Roter Veltliner             | 115,20       | 4,8 %  |
| sonstige Sorten weiß        | 439,62       | 18,2 % |
| Summe Weißweinsorten Wagram | 1.990,31     | 82,5 % |

| Rotweinsorte                  | Rebfläche ha | %      |
| ----------------------------- | ------------ | ------ |
| Zweigelt                      | 289,77       | 12,0 % |
| Blauburger                    | 27,40        | 1,1 %  |
| Blauer Burgunder (Pinot Noir) | 23,00        | 1,0 %  |
| sonstige Sorten rot           | 80,56        | 3,3 %  |
| Summe Rotweinsorten Wagram    | 420,73       | 17,5 % |

#### Weinviertel

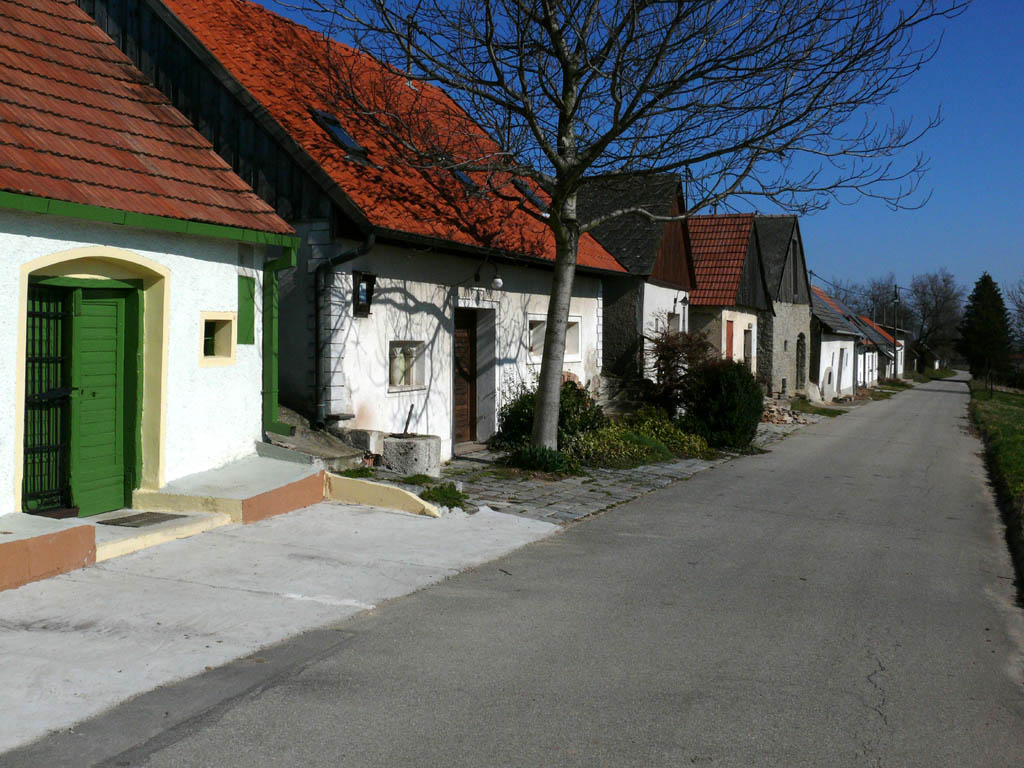
Kellergasse Großengersdorf (Weinviertel)

- Lage: nordöstlichster Teil von Niederösterreich
- Boden: sandige Lössböden, teilweise Lehm und Urgestein
- Klima: heiß, trocken
- 2.372 Weinbaubetriebe.[1]
- das gesamte Weinbaugebiet ist ein DAC, nur DAC-Weine dürfen die Herkunftsbezeichnung „Weinviertel“ führen.
- Anbaufläche[1]: 13.730 ha

| Weißweinsorte                    | Rebfläche ha | %      |
| -------------------------------- | ------------ | ------ |
| Grüner Veltliner                 | 6.828,76     | 49,7 % |
| Welschriesling                   | 894,12       | 6,5 %  |
| Riesling                         | 693,78       | 5,1 %  |
| sonstige Sorten weiß             | 2.469,60     | 18,0 % |
| Summe Weißweinsorten Weinviertel | 10.886,27    | 79,3 % |

| Rotweinsorte                    | Rebfläche ha | %      |
| ------------------------------- | ------------ | ------ |
| Zweigelt                        | 1.804,63     | 13,1 % |
| Blauer Portugieser              | 275,84       | 2,0 %  |
| Blauburger                      | 220,74       | 1,6 %  |
| sonstige Sorten rot             | 542,87       | 4,0 %  |
| Summe Rotweinsorten Weinviertel | 2.844,09     | 20,7 % |

#### Carnuntum
- Lage: Südöstlich von Wien

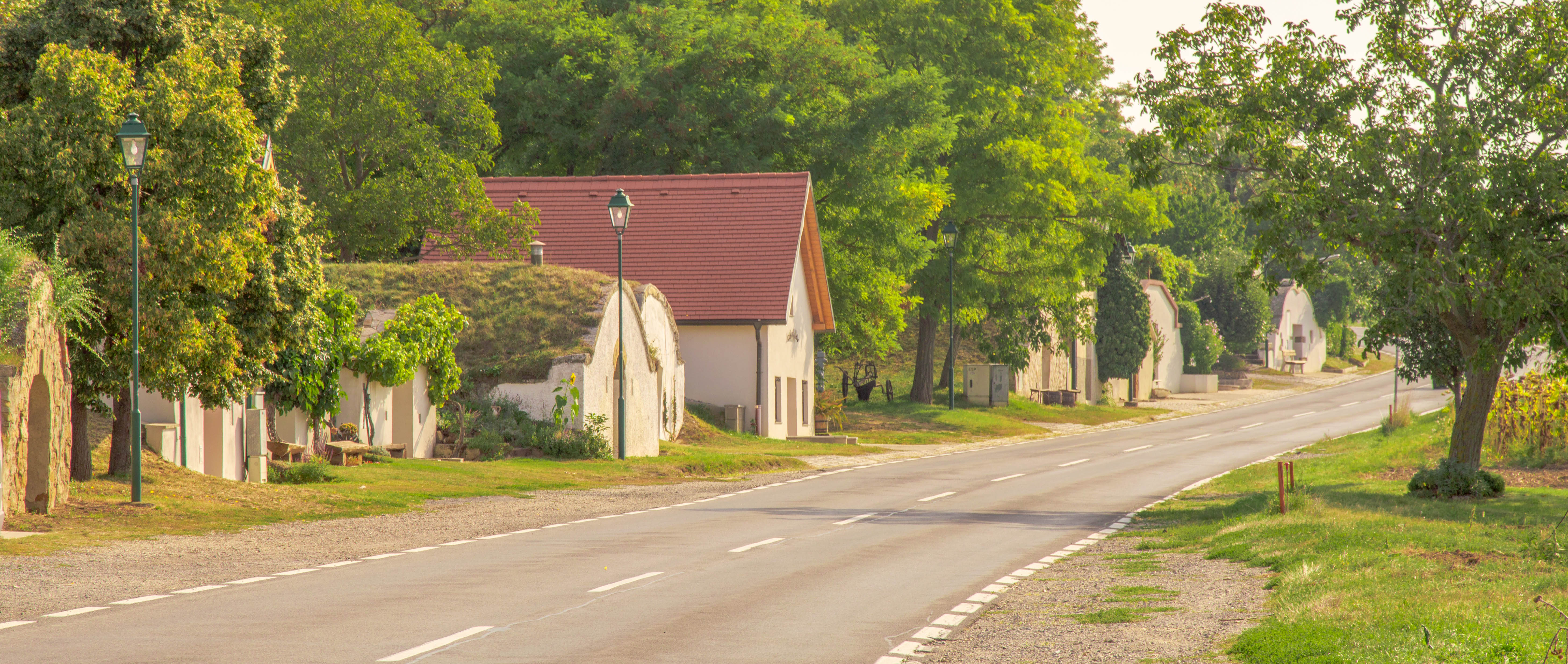
Kellergasse in Prellenkirchen (Carnuntum)

- Das Weinbaugebiet Carnuntum DAC besteht aus dem Verwaltungsbezirk Bruck an der Leitha.[24]
- Boden: Lehm-, Sand- und Schotterböden
- Klima: durch den Neusiedler See beeinflusst, daher sehr mild
- 188 Weinbaubetriebe.[1]
- das gesamte Weinbaugebiet ist ein DAC, nur DAC-Weine dürfen die Herkunftsbezeichnung „Carnuntum“ führen.
- Anbaufläche[1]: 812 ha

| Weißweinsorte                  | Rebfläche ha | %      |
| ------------------------------ | ------------ | ------ |
| Grüner Veltliner               | 157,92       | 19,4 % |
| Chardonnay (Morillon)          | 52,43        | 6,5 %  |
| Welschriesling                 | 40,02        | 4,9 %  |
| sonstige Sorten weiß           | 114,10       | 14,0 % |
| Summe Weißweinsorten Carnuntum | 364,46       | 44,9 % |

| Rotweinsorte                  | Rebfläche ha | %      |
| ----------------------------- | ------------ | ------ |
| Zweigelt                      | 222,89       | 27,4 % |
| Blaufränkisch                 | 97,39        | 12,0 % |
| Merlot                        | 48,83        | 6,0 %  |
| sonstige Sorten rot           | 78,69        | 9,7 %  |
| Summe Rotweinsorten Carnuntum | 447,81       | 55,1 % |

#### Thermenregion

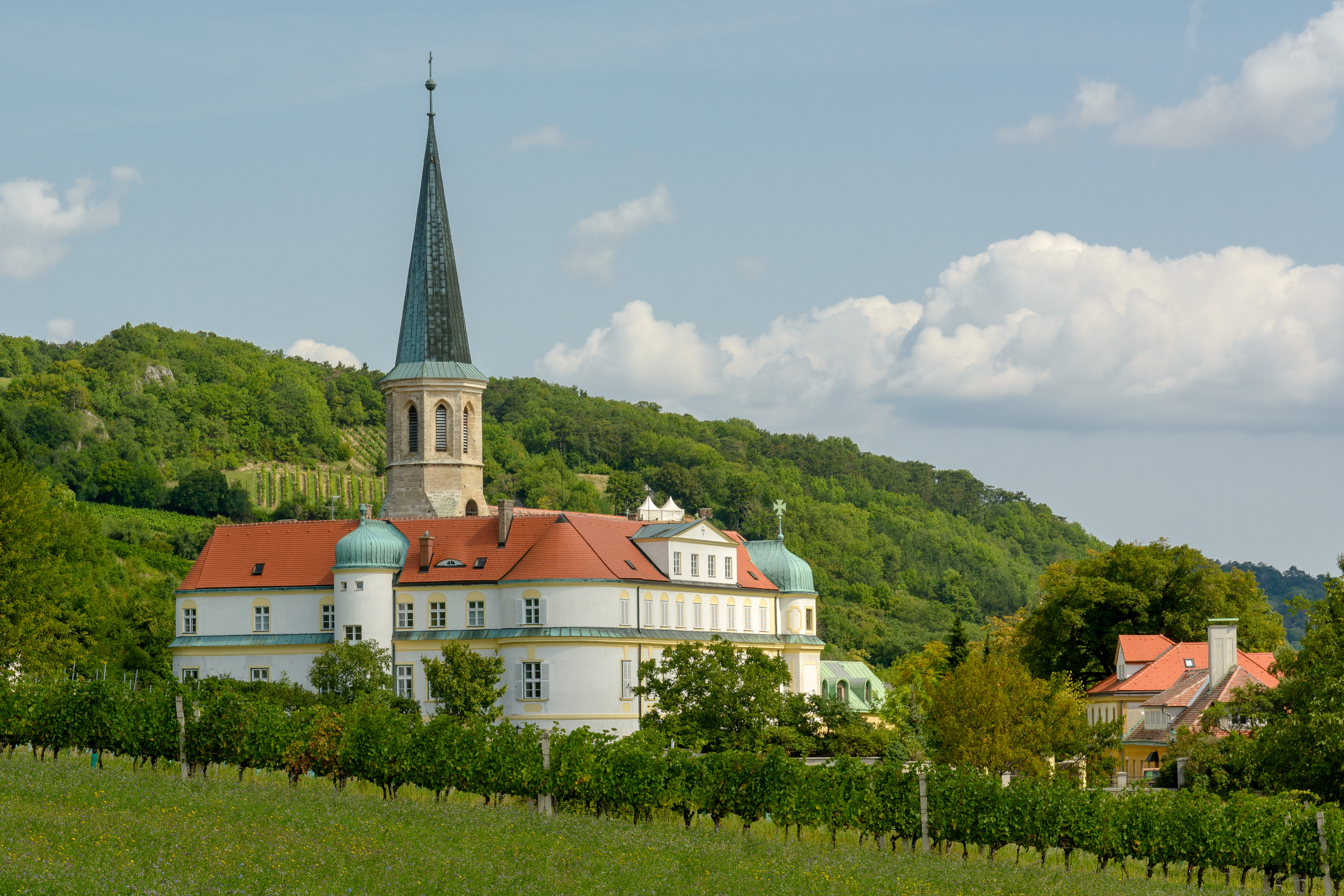
Weinlandschaft rund um das Deutschordens-Schloss und die Pfarrkirche in Gumpoldskirchen (Thermenregion)

- Lage: Südlich von Wien, Gumpoldskirchen bis Weikersdorf am Steinfelde
- Boden: steinige Kalkböden, von einer vulkanischen Bruchlinie durchzogen
- Klima: milde, pannonisch
- 529 Weinbaubetriebe.[1]
- das gesamte Weinbaugebiet ist ein DAC, nur DAC-Weine dürfen die Herkunftsbezeichnung „Thermenregion“ führen.
- Anbaufläche[1]: 1.821 ha

| Weißweinsorte                      | Rebfläche ha | %      |
| ---------------------------------- | ------------ | ------ |
| Grüner Veltliner                   | 176,54       | 9,7 %  |
| Rotgipfler                         | 106,95       | 5,9 %  |
| Chardonnay (Morillon)              | 103,67       | 5,7 %  |
| sonstige Sorten weiß               | 650,04       | 35,7 % |
| Summe Weißweinsorten Thermenregion | 1.037,21     | 56,9 % |

| Rotweinsorte                      | Rebfläche ha | %      |
| --------------------------------- | ------------ | ------ |
| Zweigelt                          | 256,14       | 14,1 % |
| St. Laurent                       | 126,41       | 6,9 %  |
| Blauer Burgunder (Pinot Noir)     | 113,28       | 6,2 %  |
| sonstige Sorten rot               | 288,43       | 15,8 % |
| Summe Rotweinsorten Thermenregion | 784,27       | 43,1 % |

#### Neusiedlersee

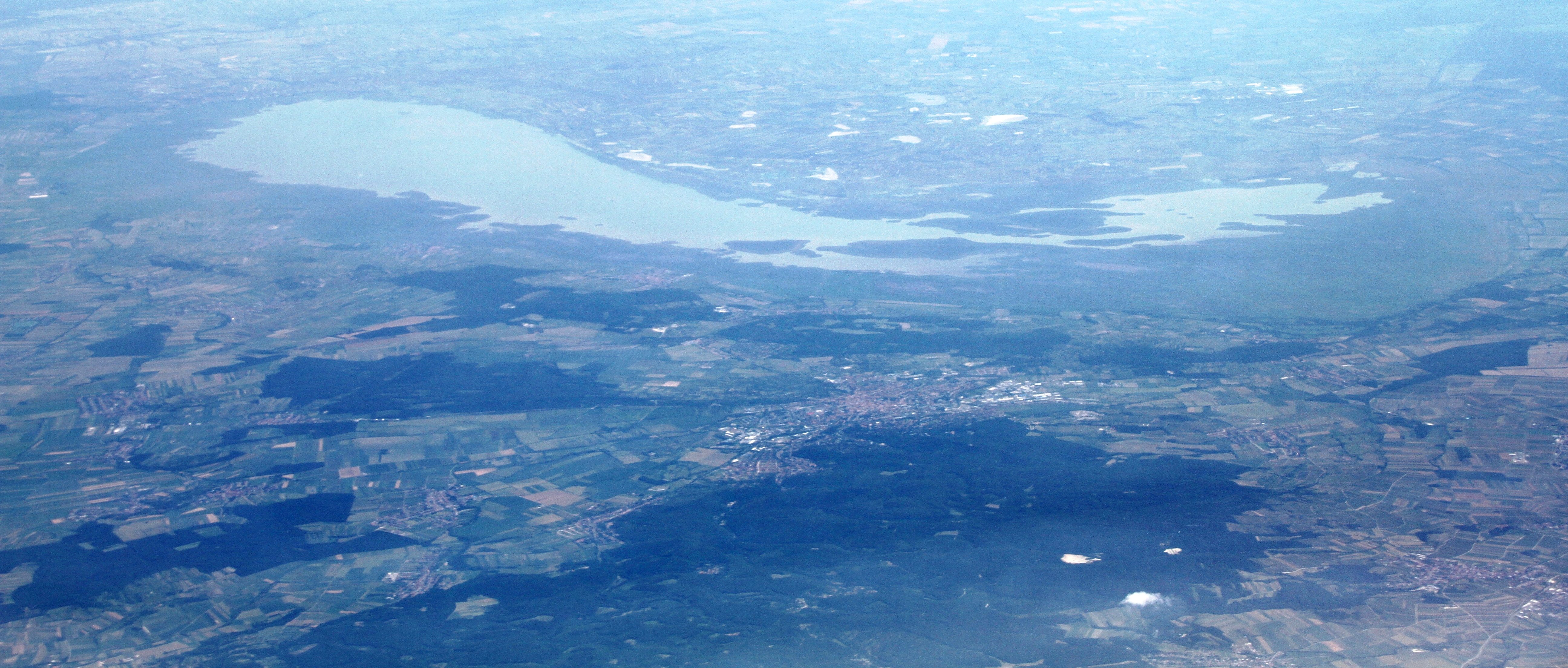
Der Neusiedler See mit umgebender Kulturlandschaft (Neusiedlersee)

- Lage: nördlich und östlich des Neusiedler Sees
- Boden: sandig, Schotter, im Süden etwas Lehm
- Klima: pannonisch
- 819 Weinbaubetriebe.[1]
- das gesamte Weinbaugebiet ist ein DAC, nur DAC-Weine dürfen die Herkunftsbezeichnung „Neusiedlersee“ führen.
- Anbaufläche[1]: 5.959 ha (Die Weinbaugebiete Leithaberg und Neusiedlersee überlappen sich lt. Weingesetz auf einer Fläche von knapp 160 ha (Rieden Hausberg und Neuberg). Dadurch ist die bepflanzte Fläche des Burgenlandes um diesen überlappenden Bereich niedriger als die Summe aller burgenländischen Weinbaugebiete.)

| Weißweinsorte                      | Rebfläche ha | %      |
| ---------------------------------- | ------------ | ------ |
| Grüner Veltliner                   | 592,28       | 9,9 %  |
| Welschriesling                     | 578,66       | 9,7 %  |
| Chardonnay (Morillon)              | 439,12       | 7,4 %  |
| sonstige Sorten weiß               | 1.415,61     | 23,8 % |
| Summe Weißweinsorten Neusiedlersee | 3.025,66     | 50,8 % |

| Rotweinsorte                      | Rebfläche ha | %      |
| --------------------------------- | ------------ | ------ |
| Zweigelt                          | 1.397,77     | 23,5 % |
| Blaufränkisch                     | 515,61       | 8,7 %  |
| Merlot                            | 228,06       | 3,8 %  |
| sonstige Sorten rot               | 792,28       | 13,3 % |
| Summe Rotweinsorten Neusiedlersee | 2.933,72     | 49,2 % |

#### Leithaberg

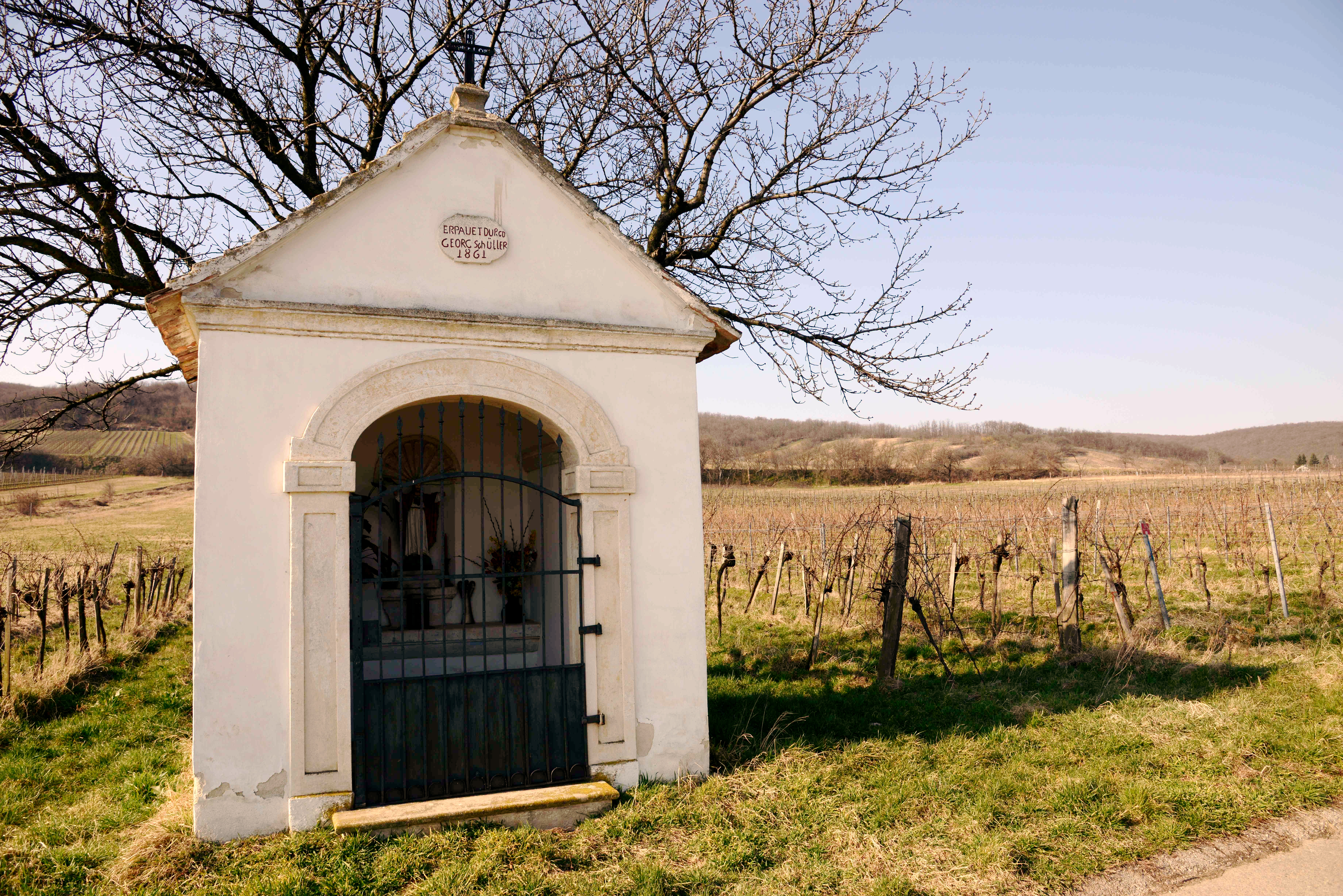
Ried Streifling am Leithagebirge bei Purbach (Leithaberg)

- Lage: Gebiet entlang des Leithagebirges
- Boden: Muschelkalk, Schiefer, Löss, Sand, Schwarzerde, teilweise steinig
- Klima: pannonisch
- Bekannte Rieden: Eisner, Felsenstein, Gloria, Goldberg, Himmelreich, Kreideberg, Point, Tatschler, Thenau
- 548 Weinbaubetriebe.[1]
- das gesamte Weinbaugebiet ist ein DAC, nur DAC-Weine dürfen die Herkunftsbezeichnung „Leithaberg“ führen. Trockenbeerenauslesen aus der Freistadt Rust dürfen die Bezeichnung „Ruster Ausbruch DAC“ tragen.
- Anbaufläche[1]: 2.955 ha (Die Weinbaugebiete Leithaberg und Neusiedlersee überlappen sich lt. Weingesetz auf einer Fläche von knapp 160 ha (Rieden Hausberg und Neuberg). Dadurch ist die bepflanzte Fläche des Burgenlandes um diesen überlappenden Bereich niedriger als die Summe aller burgenländischen Weinbaugebiete.)

| Weißweinsorte                   | Rebfläche ha | %      |
| ------------------------------- | ------------ | ------ |
| Grüner Veltliner                | 398,37       | 13,5 % |
| Welschriesling                  | 293,96       | 9,9 %  |
| Chardonnay (Morillon)           | 229,47       | 7,8 %  |
| sonstige Sorten weiß            | 661,19       | 22,4 % |
| Summe Weißweinsorten Leithaberg | 1.582,99     | 53,6 % |

| Rotweinsorte                   | Rebfläche ha | %      |
| ------------------------------ | ------------ | ------ |
| Blaufränkisch                  | 597,93       | 20,2 % |
| Zweigelt                       | 324,74       | 11,0 % |
| Merlot                         | 115,73       | 3,9 %  |
| sonstige Sorten rot            | 333,83       | 11,3 % |
| Summe Rotweinsorten Leithaberg | 1.372,23     | 46,4 % |

#### Rosalia
- Lage: Gebiet des politischen Bezirkes Mattersburg
- Boden: Braunerde, Löss
- Klima: pannonisch
- 89 Weinbaubetriebe.[1]
- das gesamte Weinbaugebiet ist ein DAC, nur DAC-Weine dürfen die Herkunftsbezeichnung „Rosalia“ führen.
- Anbaufläche[1]: 228 ha

| Weißweinsorte                | Rebfläche ha | %      |
| ---------------------------- | ------------ | ------ |
| Grüner Veltliner             | 17,53        | 7,7 %  |
| Chardonnay (Morillon)        | 6,10         | 2,7 %  |
| Sauvignon Blanc              | 4,83         | 2,1 %  |
| sonstige Sorten weiß         | 24,61        | 10,8 % |
| Summe Weißweinsorten Rosalia | 55,49        | 23,3 % |

| Rotweinsorte                | Rebfläche ha | %      |
| --------------------------- | ------------ | ------ |
| Blaufränkisch               | 106,51       | 46,8 % |
| Zweigelt                    | 41,00        | 18,0 % |
| Merlot                      | 8,62         | 3,8 %  |
| sonstige Sorten rot         | 18,44        | 8,1 %  |
| Summe Rotweinsorten Rosalia | 174,56       | 76,7 % |

#### Mittelburgenland
- Lage: Hügelland um Oberpullendorf

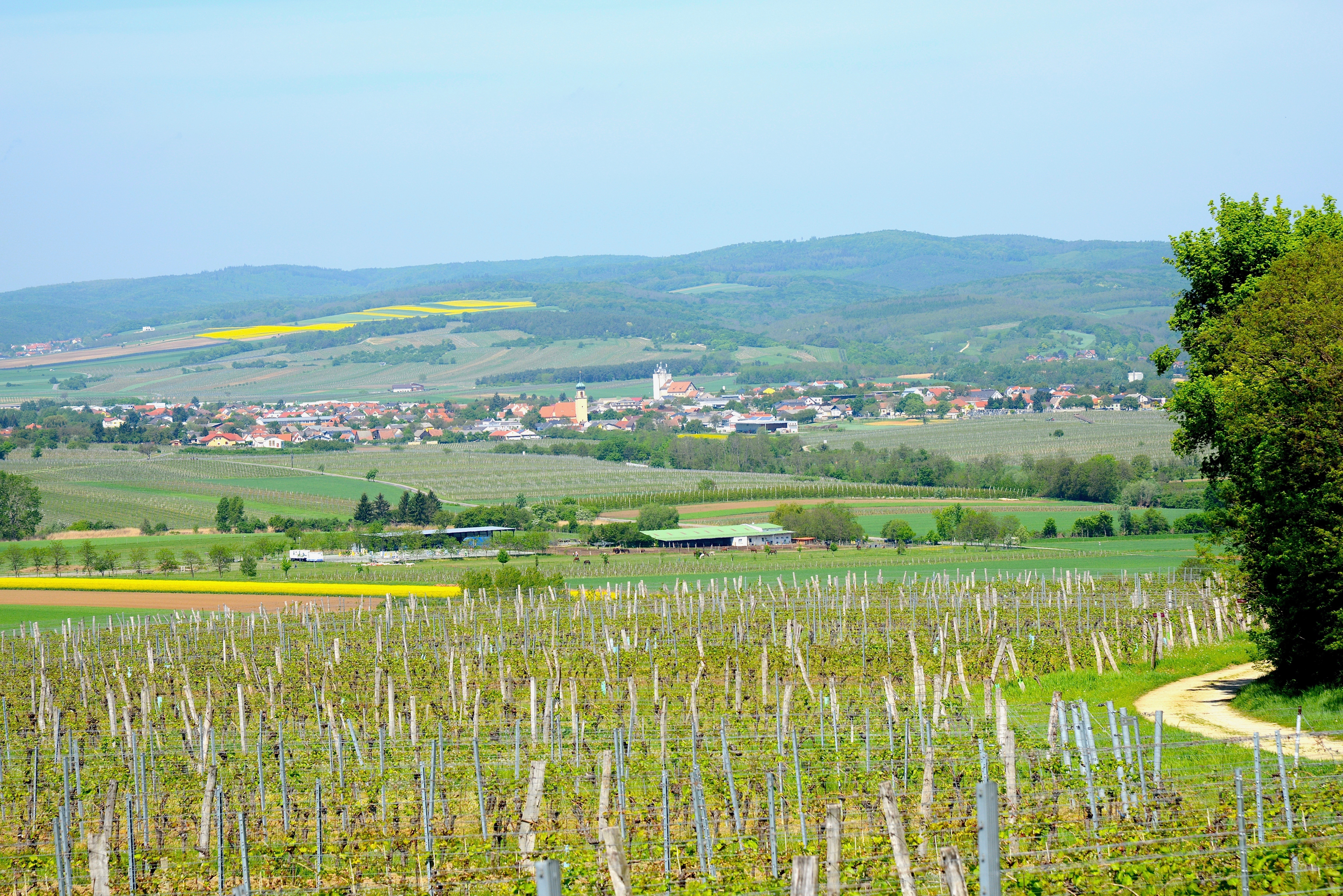
Weinlandschaft bei Horitschon (Mittelburgenland)

- Boden: schwere Lehmböden, zudem ein kleiner Anteil von Böden mit Schiefer- und Kalkanteil in Neckenmarkt und mit Kalkanteil in Ritzing
- Klima: pannonisch
- Bekannte Rieden: Bodigraben, Dürrau, Fabian, Goldberg, Himmelsthron, Hochäcker, Hochberg, Kalkofen, Kirchholz, Kohlenberg, Siglos, Sonnensteig, Spiegelberg
- 222 Weinbaubetriebe.[1]
- das gesamte Weinbaugebiet ist ein DAC, nur DAC-Weine dürfen die Herkunftsbezeichnung „Mittelburgenland“ führen.
- Anbaufläche[1]: 2.026 ha

| Weißweinsorte                         | Rebfläche ha | %     |
| ------------------------------------- | ------------ | ----- |
| Grüner Veltliner                      | 72,11        | 3,6 % |
| Chardonnay (Morillon)                 | 23,94        | 1,2 % |
| Welschriesling                        | 17,75        | 0,9 % |
| sonstige Sorten weiß                  | 50,71        | 2,5 % |
| Summe Weißweinsorten Mittelburgenland | 164,51       | 8,1 % |

| Rotweinsorte                         | Rebfläche ha | %      |
| ------------------------------------ | ------------ | ------ |
| Blaufränkisch                        | 1.040,91     | 51,4 % |
| Zweigelt                             | 480,25       | 23,7 % |
| Merlot                               | 127,89       | 6,3 %  |
| sonstige Sorten rot                  | 212,51       | 10,5 % |
| Summe Rotweinsorten Mittelburgenland | 1.861,55     | 91,9 % |

#### Eisenberg

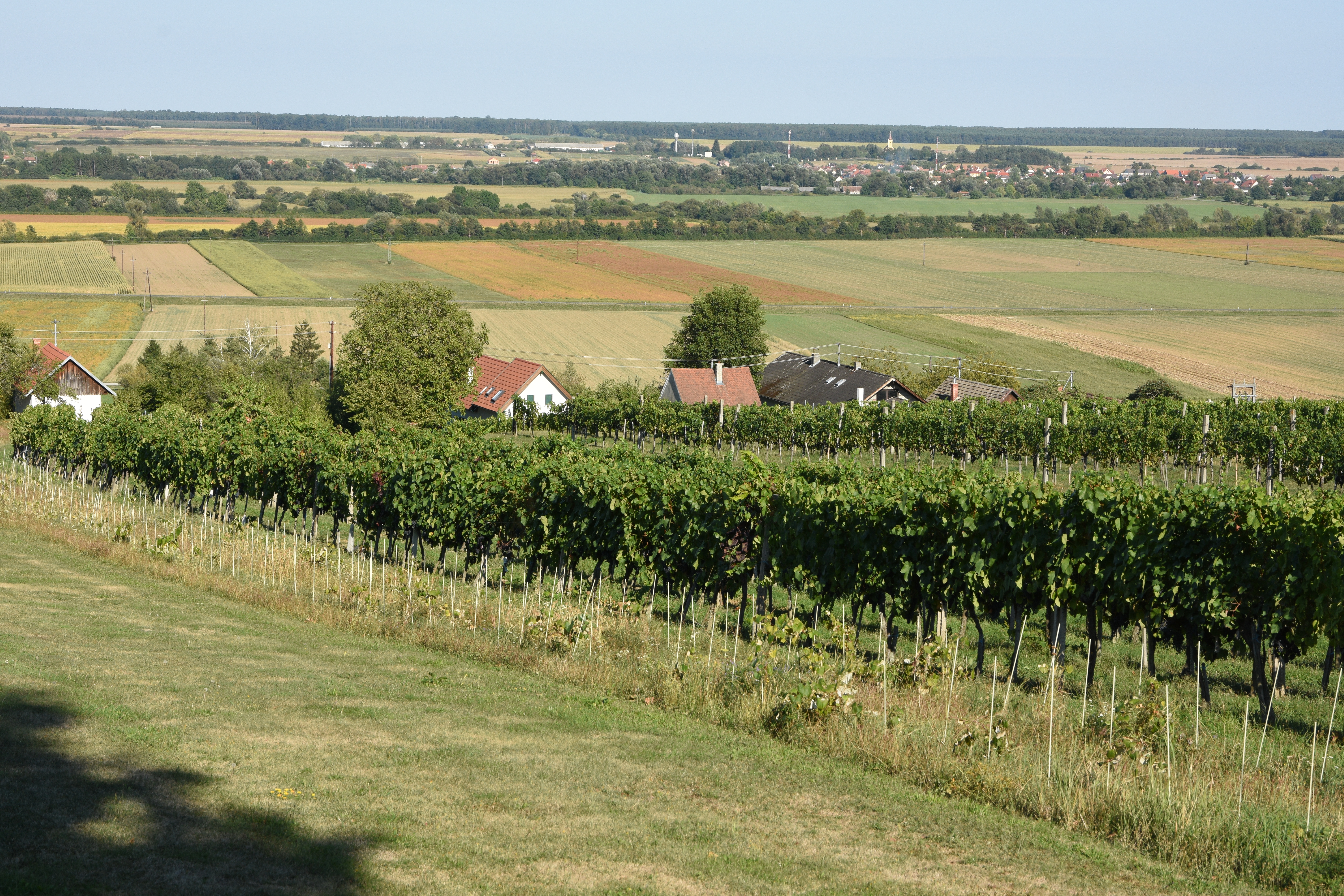
Weinberg bei Gaas im Südburgenland (Eisenberg)

- Lage: südöstlich von Pinkafeld bis Jennersdorf
- Boden: sandige und tonige Lehmböden, eisenhaltig
- Klima: pannonisch, mild
- Bekannte Rieden: Weinberg, Ratschen, Bründlgfangen, Saybritz, Szapary, Reihburg
- 667 Weinbaubetriebe.[1]
- das gesamte Weinbaugebiet ist ein DAC, nur DAC-Weine dürfen die Herkunftsbezeichnung „Eisenberg“ führen.
- Anbaufläche[1]: 525 ha

| Weißweinsorte                  | Rebfläche ha | %      |
| ------------------------------ | ------------ | ------ |
| Welschriesling                 | 74,85        | 14,3 % |
| Chardonnay (Morillon)          | 12,63        | 2,4 %  |
| Sauvignon Blanc                | 11,01        | 2,1 %  |
| sonstige Sorten weiß           | 68,94        | 13,1 % |
| Summe Weißweinsorten Eisenberg | 167,43       | 31,9 % |

| Rotweinsorte                  | Rebfläche ha | %      |
| ----------------------------- | ------------ | ------ |
| Blaufränkisch                 | 154,93       | 29,5 % |
| Zweigelt                      | 21,67        | 4,1 %  |
| Merlot                        | 21,12        | 4,0 %  |
| sonstige Sorten rot           | 160,01       | 30,5 % |
| Summe Rotweinsorten Eisenberg | 357,73       | 68,1 % |

#### Wien

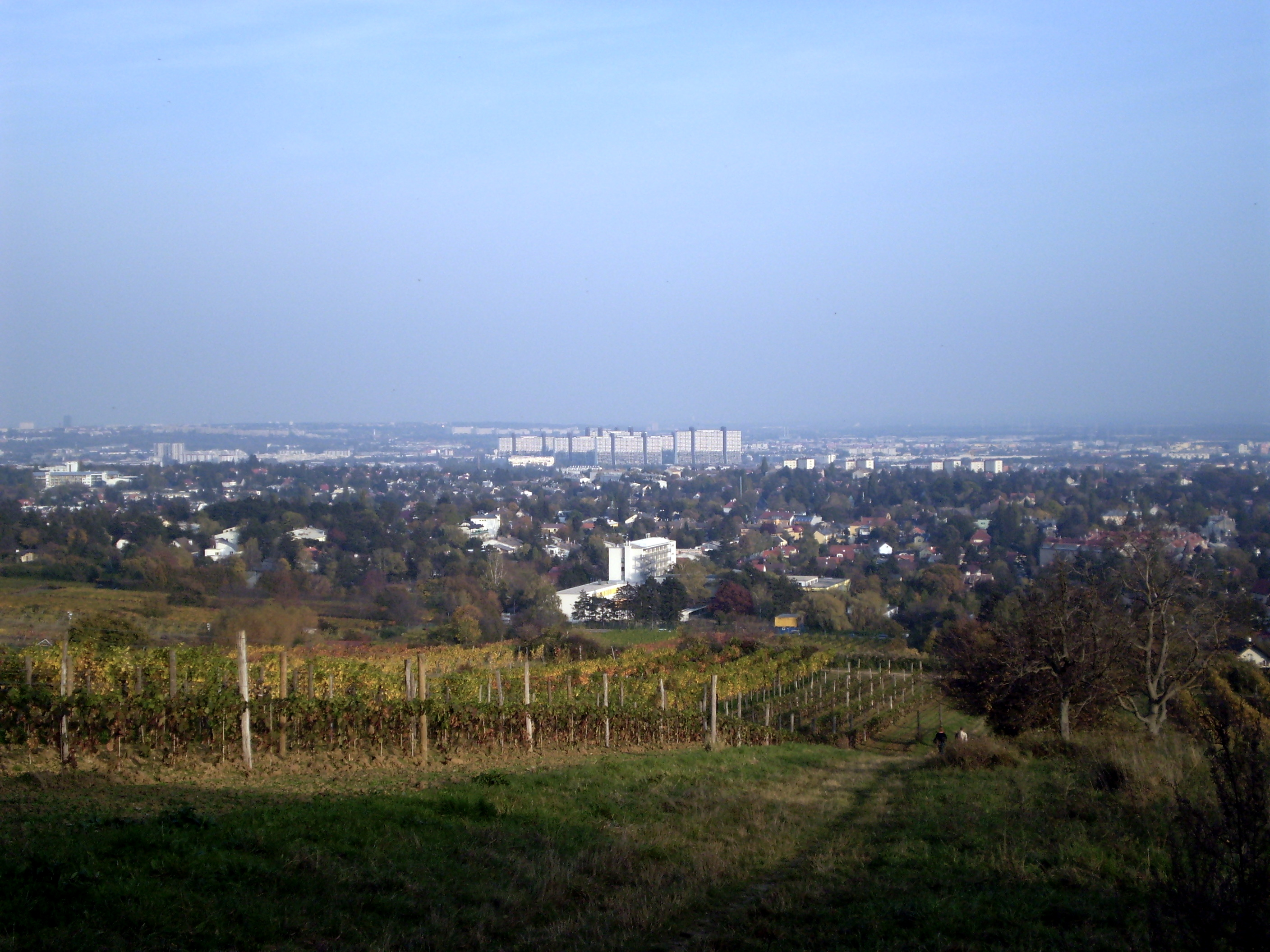
Weingärten am Kadoltsberg in Wien-Mauer (Wien)

Das Weinbaugebiet Wien liegt innerhalb der Stadtgrenzen. Die Anbaufläche von gut 600 ha macht Wien zur einzigen Hauptstadt der Welt mit nennenswerter Weinproduktion, wobei auch die Stadt Wien selbst ein Weingut unterhält. Als regionale Besonderheit gilt der gemischte Satz, im Gegensatz zur Cuvée werden unterschiedliche Rebsorten bereits nach der Lese gemeinsam zu Wein weiterverarbeitet.
- Lage: innerhalb der Stadtgrenzen, hauptsächlich im Norden und Westen von Wien (siehe Liste der Rieden in Wien)
- Boden: Schiefer, Schotter- und Lössböden
- Klima: Pannonisches Klima
- 173 Weinbaubetriebe.[1]
- das gesamte Weinbaugebiet ist ein DAC, DAC-Weine dürfen die Herkunftsbezeichnung „Wiener Gemischter Satz“ führen.
- Anbaufläche[1]: 588 ha

| Weißweinsorte                    | Rebfläche ha | %      |
| -------------------------------- | ------------ | ------ |
| Anbau als Wiener Gemischter Satz | 239,21       | 40,7 % |
| Grüner Veltliner                 | 92,84        | 15,8 % |
| Riesling                         | 45,94        | 7,8 %  |
| sonstige Sorten weiß             | 114,64       | 19,5 % |
| Summe Weißweinsorten Wien        | 492,64       | 83,7 % |

| Rotweinsorte                  | Rebfläche ha | %      |
| ----------------------------- | ------------ | ------ |
| Zweigelt                      | 32,63        | 5,5 %  |
| Blauer Burgunder (Pinot Noir) | 19,46        | 3,3 %  |
| Merlot                        | 10,04        | 1,7 %  |
| sonstige Sorten rot           | 33,48        | 5,7 %  |
| Summe Rotweinsorten Wien      | 95,61        | 16,3 % |

### WeinbauregionSteirerland
Das Steirerland ist mit einer Rebfläche von rund 5.110 ha nach dem Weinland die zweitgrößte Weinbauregion Österreichs. Dies entspricht ca. 12 %. der gesamten Rebfläche Österreichs. In der Weinbauregion Steirerland werden noch drei Weinbaugebiete unterschieden. Außerdem gibt es 0,05 ha, die keinem Weinbaugebiet zugeordnet sind.
Die Weinberge befinden sich in der Regel in Steillagen auf einer Höhe bis zu 700 m ü. A. Die Witterung ist schwach kontinental, im Sommer warm und im Winter mäßig kalt. Im Durchschnitt fallen ca. 1.000 mm/Jahr Niederschlag. Dieses Klima macht die Steiermark zu einem Weißwein-Land. Circa 4.200 ha Rebfläche sind mit weißen Reben bestockt. Die wichtigsten Rebsorten sind der Sauvignon Blanc, der Welschriesling und der Weißburgunder. Bei den roten Rebsorten dominieren der Blaue Wildbacher (Schilchertraube) und der Zweigelt. Eine Besonderheit der Steiermark ist der Steirische Junker, ein trockener Jungwein, der im Jahr der Ernte auf den Markt kommt. Die Bezeichnung „Steirischer Junker“ ist eine geschützte Weinmarke.

#### Vulkanland Steiermark

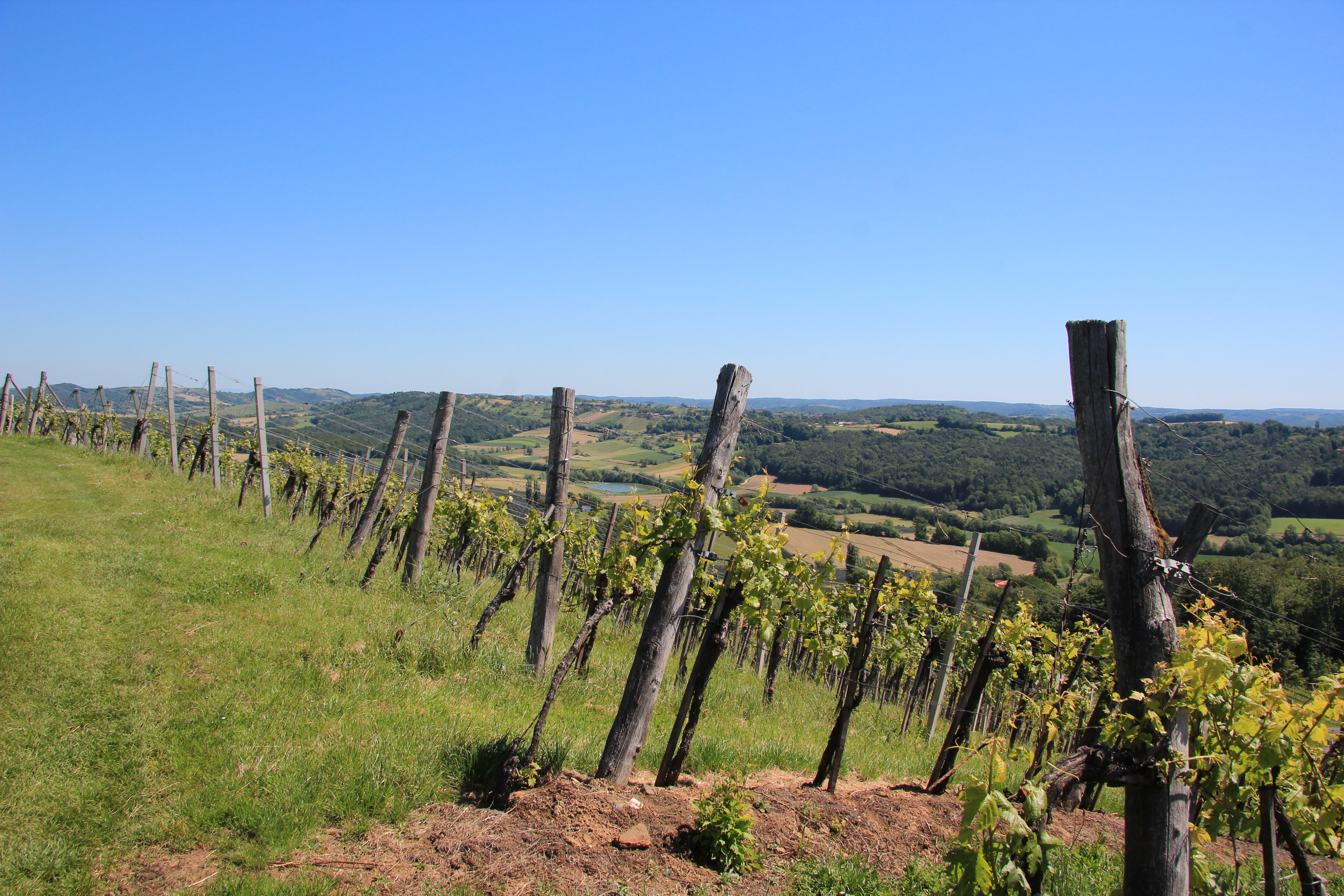
Weinlandschaft bei Klöch (Vulkanland Steiermark)

Bezeichnung bis 2015: Süd-Oststeiermark
- Lage: oststeirisches Hügelland zwischen Hartberg, Fürstenfeld, St. Anna am Aigen und Klöch
- Boden: Lehm, vulkanisches Verwitterungsgestein
- Klima: Übergang zwischen trockenem pannonischen und feuchtem Mittelmeerklima
- 998 Weinbaubetriebe.[1]
- das gesamte Weinbaugebiet ist ein DAC, DAC-Weine dürfen die Herkunftsbezeichnung „Vulkanland Steiermark“ führen.
- Anbaufläche[1]: 1.657 ha

| Weißweinsorte                              | Rebfläche ha | %      |
| ------------------------------------------ | ------------ | ------ |
| Welschriesling                             | 305,47       | 18,4 % |
| Weißer Burgunder (Pinot Blanc)             | 291,55       | 17,6 % |
| Sauvignon Blanc                            | 187,80       | 11,3 % |
| sonstige Sorten weiß                       | 613,28       | 37,0 % |
| Summe Weißweinsorten Vulkanland Steiermark | 1.398,09     | 84,4 % |

| Rotweinsorte                              | Rebfläche ha | %      |
| ----------------------------------------- | ------------ | ------ |
| Zweigelt                                  | 141,19       | 8,5 %  |
| Blauer Wildbacher                         | 24,42        | 1,5 %  |
| Merlot                                    | 13,26        | 0,8 %  |
| sonstige Sorten rot                       | 79,54        | 4,8 %  |
| Summe Rotweinsorten Vulkanland Steiermark | 258,42       | 15,6 % |

#### Südsteiermark

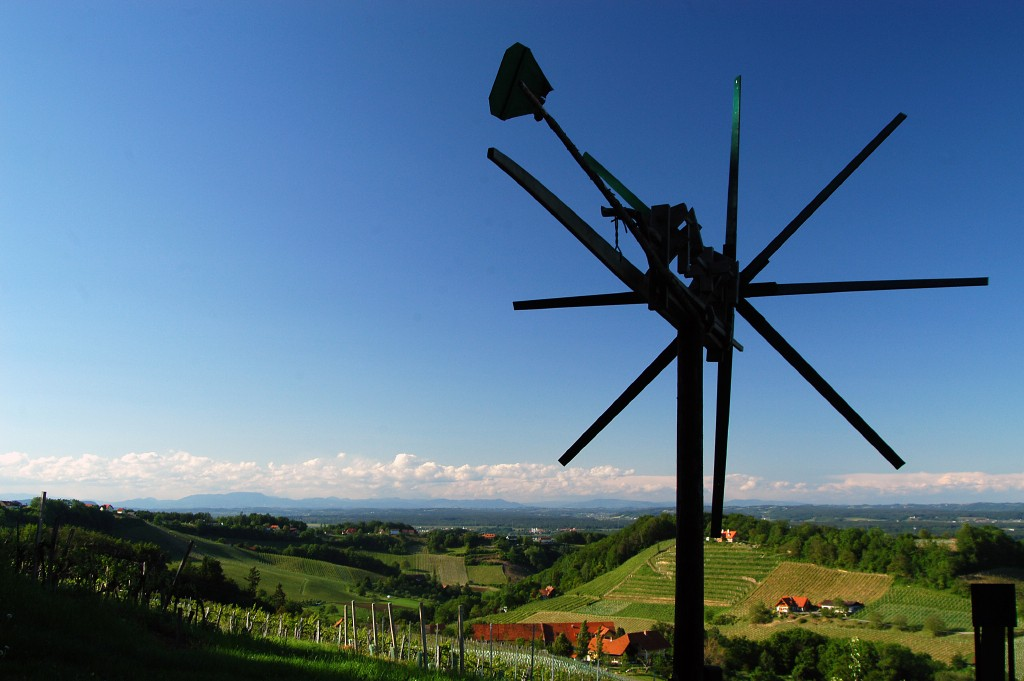
Klapotetz im Sausal (Südsteiermark)

- Lage: steirisch-slowenisches Grenzland, Sausaler Weingebiet, Leibnitz
- Boden: Schiefer, Sand, Mergel, Urgestein und Kalk, Sammelbegriff dafür ist Opok
- Klima: südeuropäisch
- 536 Weinbaubetriebe.[1]
- das gesamte Weinbaugebiet ist ein DAC, DAC-Weine dürfen die Herkunftsbezeichnung „Südsteiermark“ führen.
- Anbaufläche[1]: 2.798 ha

| Weißweinsorte                      | Rebfläche ha | %      |
| ---------------------------------- | ------------ | ------ |
| Sauvignon Blanc                    | 721,22       | 25,8 % |
| Welschriesling                     | 412,30       | 14,7 % |
| Muskateller                        | 404,29       | 14,5 % |
| sonstige Sorten weiß               | 1.013,00     | 36,2 % |
| Summe Weißweinsorten Südsteiermark | 2.547,20     | 91,0 % |

| Rotweinsorte                      | Rebfläche ha | %     |
| --------------------------------- | ------------ | ----- |
| Zweigelt                          | 107,53       | 3,8 % |
| Blauer Wildbacher                 | 88,20        | 3,2 % |
| Blauer Burgunder (Pinot Noir)     | 12,66        | 0,5 % |
| sonstige Sorten rot               | 38,62        | 1,4 % |
| Summe Rotweinsorten Südsteiermark | 247,00       | 8,8 % |

#### Weststeiermark

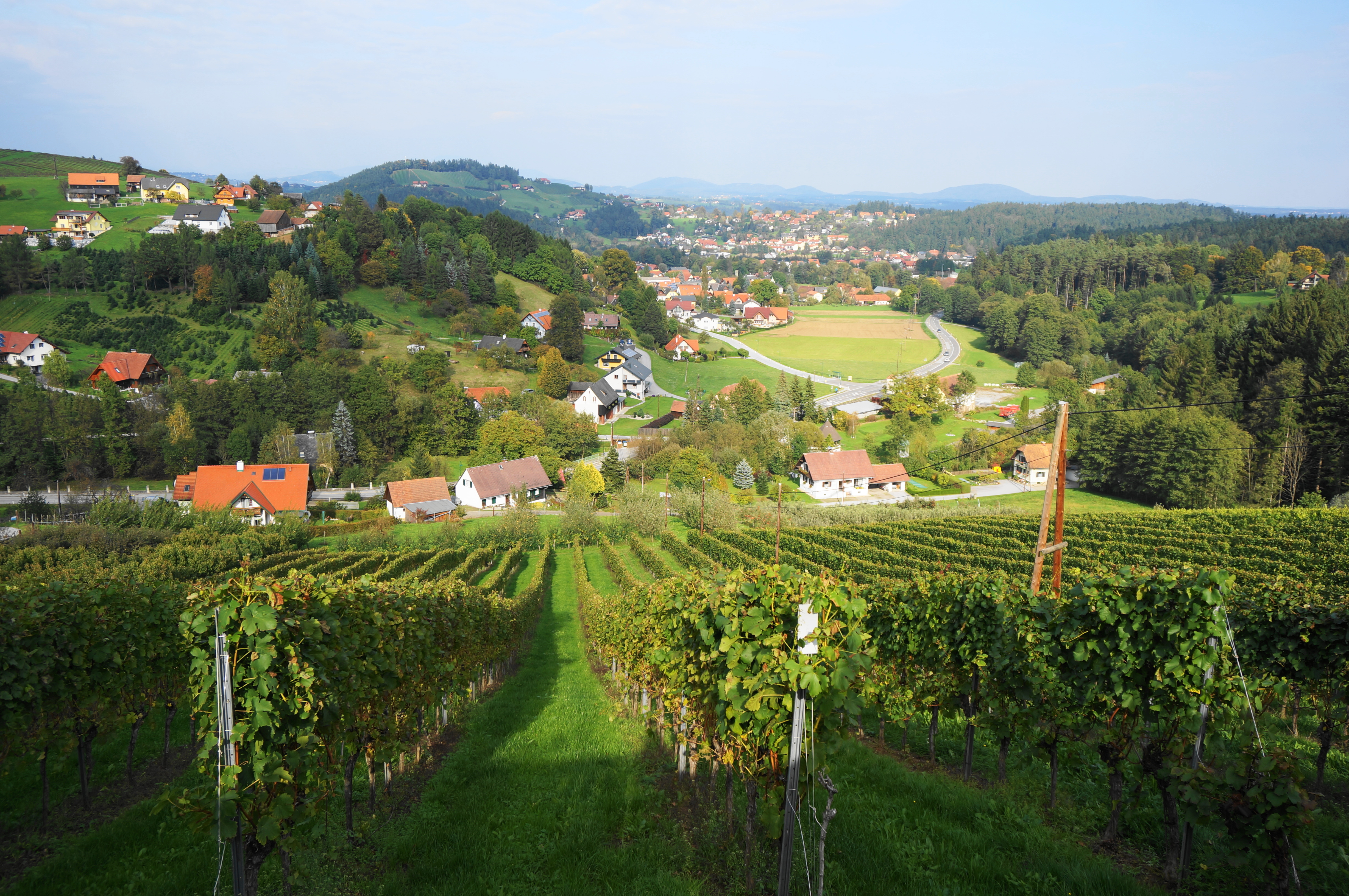
Weinlandschaft im Schilcherland im Bezirk Voitsberg (Weststeiermark)

- Lage: Weststeirisches Hügelland zwischen Deutschlandsberg und Ligist
- Boden: Gneis, Schiefer und Lagen aus Sedimentgesteinen (hauptsächlich Mergel) unter dem Sammelbegriff Opok
- Klima: illyrisches Klima
- 225 Weinbaubetriebe.[1]
- Das gesamte Weinbaugebiet ist im Rahmen des DAC-Systems als Appellation klassifiziert. DAC-Weine dürfen die Herkunftsbezeichnung „Weststeiermark“ führen. Besonderheit: In der Weststeiermark ist mit dem Schilcher ein sehr spezifischer Wein beheimatet. Der Schilcher ist gesetzlich besonders geschützt und darf nur aus der Blauen Wildbacher Rebe als Rosé gewonnen werden, deshalb kommt der Weststeiermark als Hauptanbaugebiet dieser Sorte eine besondere Bedeutung zu.
- Anbaufläche[1]: 655 ha

| Weißweinsorte                       | Rebfläche ha | %      |
| ----------------------------------- | ------------ | ------ |
| Sauvignon Blanc                     | 55,49        | 8,5 %  |
| Weißer Burgunder (Pinot Blanc)      | 53,20        | 8,1 %  |
| Muskateller                         | 32,16        | 4,9 %  |
| sonstige Sorten weiß                | 88,86        | 13,6 % |
| Summe Weißweinsorten Weststeiermark | 229,70       | 35,1 % |

| Rotweinsorte                       | Rebfläche ha | %      |
| ---------------------------------- | ------------ | ------ |
| Blauer Wildbacher                  | 405,67       | 61,9 % |
| Zweigelt                           | 8,66         | 1,3 %  |
| Blauer Burgunder (Pinot Noir)      | 1,61         | 0,2 %  |
| sonstige Sorten rot                | 9,47         | 1,4 %  |
| Summe Rotweinsorten Weststeiermark | 425,42       | 64,9 % |

### WeinbauregionBergland
In dieser Region sind die Anbaugebiete der fünf Bundesländer Kärnten, Oberösterreich, Salzburg, Tirol und Vorarlberg zusammengefasst. Diese spielen mit insgesamt 243 ha (231 Betriebe) noch eine eher untergeordnete Rolle.

## Sturm, Staubiger, Heuriger

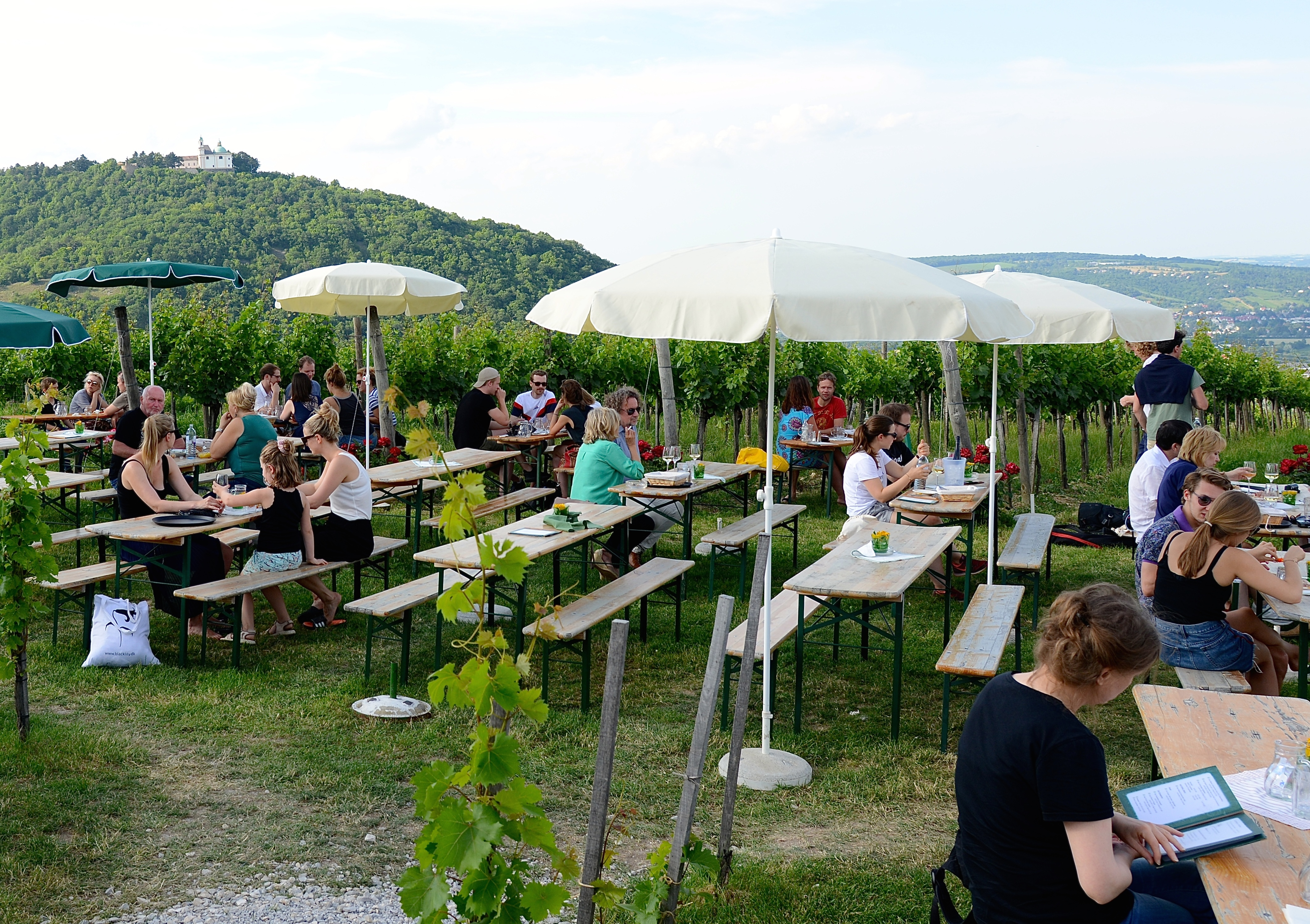
Der Weingartenheurige Wieninger am Nussberg, 2018

Als Sturm wird in Österreich noch in Gärung befindlicher Rebensaft bezeichnet. Anders als bei dem je nach Region meist sehr beliebten Süßmost handelt es sich hierbei um ein alkoholisches Getränk. Sturm kommt nur für kurze Zeit und in meist bloß mit einer Folie abgedeckten Flaschen in den Handel. Im Endstadium der Gärung wird der (ungefilterte) Rebensaft in Österreich als „Staubiger“ bezeichnet.
Der Jungwein wird traditionell zu Martini (am 11. November) „getauft“ und damit zum „Heurigen“, der von Gesetzes wegen noch bis zum 31. Dezember des Folgejahres in solcher Weise bezeichnet werden darf. In der Steiermark ist für solchen Jungwein auch das Wort Junker gebräuchlich und ist als Bezeichnung Steirischer Junker geschützt.
Heuriger bezeichnet in Österreich neben dem genannten Wein auch die Buschenschank, die ihn vertreibt. Diese Bedeutung des Wortes, das ursprünglich die Selbstvermarktung des Jungweins durch den Winzer ausdrückte, ist allerdings nicht gesetzlich geschützt, weshalb jeder Gastronomiebetrieb als „Heuriger“ bezeichnet werden darf. Es gibt in Wien auch eine Anzahl von Weingartenheurigen, bei denen die Tische am Rande eines Weingartens oder zum Teil sogar zwischen den Rebzeilen platziert sind.

## Tafeltrauben
Obwohl Österreich traditionell ein traubenproduzierendes Land ist, wird der Großteil der im Handel vertriebenen Tafeltrauben aus dem Ausland importiert. Um diese Situation zu ändern, wurde 2007 von der Landwirtschaftskammer Niederösterreich, der Wein- und Obstbauschule Klosterneuburg und der Handelskette Spar das Gemeinschaftsprojekt „Weinviertler Tafeltraube“ ins Leben gerufen. Zu Beginn des Projekts beteiligten sich mit einer Neuauspflanzung von 11,5 Hektar 13 Weinviertler Winzer daran. Mit der Ernte 2010 wurden die ersten Tafeltrauben aus diesem Projekt in ausgewählten Spar-Filialen in Wien und Niederösterreich angeboten.

## Weinbildung in Österreich
Es gibt in Österreich eine Anzahl von mit dem Weinbau in Verbindung stehende Bildungseinrichtungen. Eine renommierte Lehranstalt mit Maturaabschluss ist die am 12. April 1860 gegründete Klosterneuburger Weinbauschule. Die Absolventen erwerben nach einer dreijährigen Berufspraxis den Ingenieurstitel. Weitere Schulen mit praxisbezogenem Ausbildungcharakter sind die Weinbauschulen in Eisenstadt, Gumpoldskirchen, Krems an der Donau, Leibnitz und Mistelbach sowie die Landwirtschaftliche Fachschule Hollabrunn.
Mit der Einführung eines Weinstudiums an der Universität für Bodenkultur Wien im Jahr 2004 wurde die Önologie in Österreich erstmals auf universitäres Niveau gehoben. Deren Etablierung an der Universität für Bodenkultur Wien ist der Initiative und den langjährigen Bemühungen von deren langjährigem Rektor Manfried Welan zu verdanken. Das ursprünglich als Bakkalaureat ausgerichtete Studium „Önologie und Weinmarketing“ wurde 2014 durch das von der Universität für Bodenkultur Wien gemeinsam mit der Hochschule Geisenheim angebotene Masterstudium „Weinbau, Önologie und Weinwirtschaft“ abgelöst.
Im Fachhochschulbereich kann in Eisenstadt an der FH Burgenland „Internationales Weinmarketing“ studiert werden. Weiters bietet in Krems an der Donau die IMC Fachhochschule Krems das Bachelor-Studium „International Wine Business“ an.
In Rust am Neusiedler See bietet die 1991 gegründete Weinakademie Österreich mit dem Weinakademiker Diploma die Ausbildung zum internationalen Weinspezialisten an. Am Ende der Ausbildung steht die Graduierung zum Weinakademiker. Darüber hinaus offeriert die Weinakademie Österreich ein breit gefächertes Seminarangebot für ein weininteressiertes Publikum.

## Brauchtum

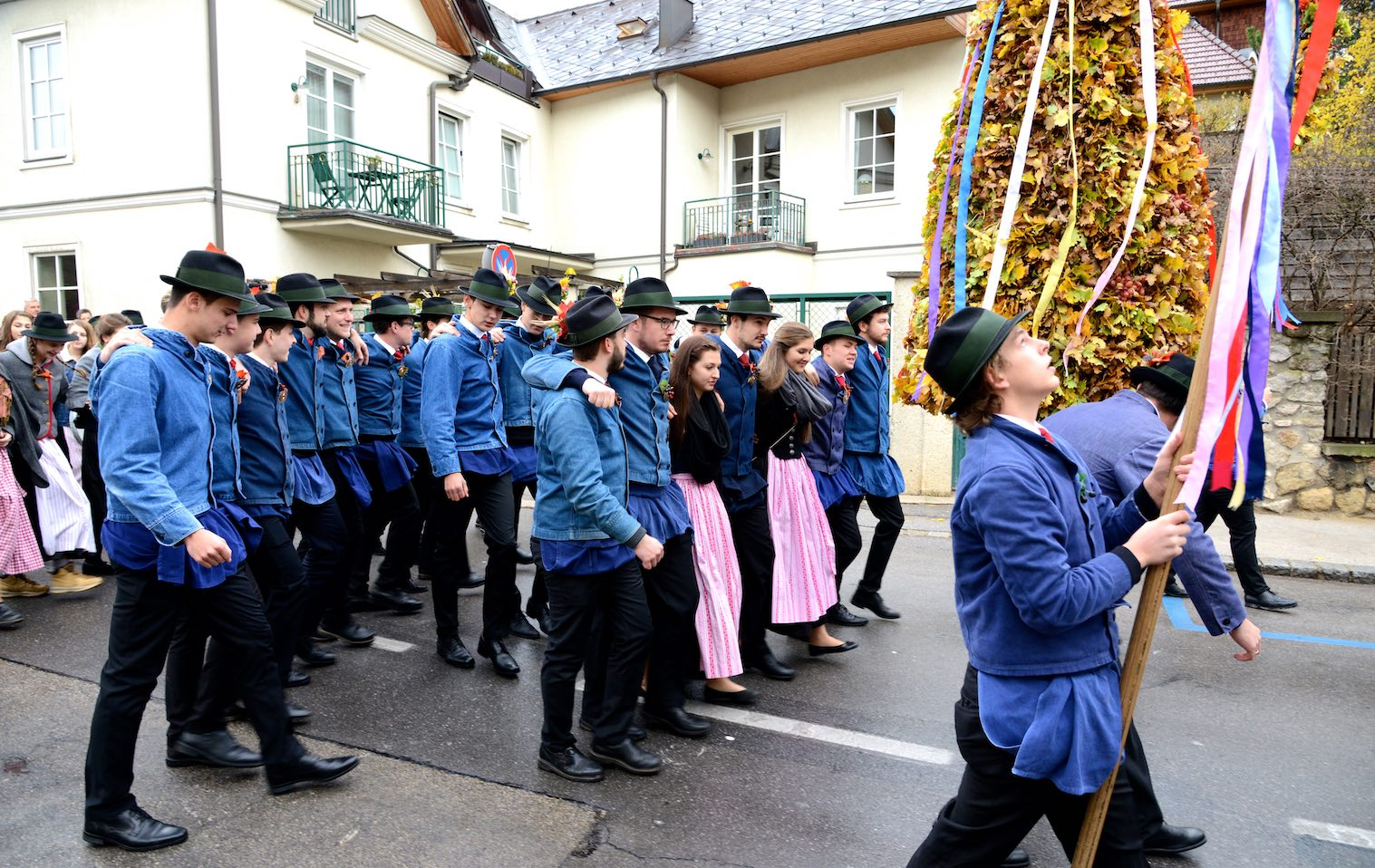
Perchtoldsdorfer Hiataeinzug, 12. November 2017

Nachdem der Weinbau in Österreich eine lange Tradition aufweist, ist damit ein althergebrachtes Brauchtum verbunden. Während die alten Arbeitsbräuche, die ganz direkt bei diversen weinbaulichen Arbeitsvorgängen geübt wurden, im Zuge der Mechanisierung des Weinbaus, die um die Mitte des 20. Jahrhunderts mit der weitflächigen Einbindung von Traktoren in Österreich vollzogen wurde, größtenteils eingestellt wurden, wird das mit dem Weinbau verbundene Festbrauchtum in so manchen Bereichen auch heute noch gepflogen. So wird beispielsweise um den 11. November (Martinitag) in vielen Weinorten die Weintaufe, mithin die „Taufe“ des Jungweines, die eigentlich eine Segnung ist, durchgeführt. Im Rahmen einer Zeremonie geben prominente Paten dem „Taufwein“ einen speziellen Namen. Auch Erntedankfeste werden mit Weinbaubezug gefeiert. Der in diesem Sinne alljährlich am Sonntag nach Leonhardi (6. November) abgehaltene Perchtoldsdorfer Hütereinzug (vulgo „Perchtoldsdorfer Hiataeinzug“), der aufgrund seiner alten Tradition im Jahr 2010 von der Österreichischen UNESCO-Kommission als Immaterielles Kulturerbe in Österreich unter Schutz gestellt wurde, gilt als größtes Erntedankfest in Ostösterreich.
So manche Brauchtumsveranstaltungen zum Thema Wein stellen einen bedeutenden regionalen Wirtschaftsfaktor dar. Die höchste Publikumsfrequenz bezüglich Brauchtumspflege weisen die Weinorte Perchtoldsdorf, Neustift am Walde, Retz, Poysdorf, Gamlitz, Klosterneuburg und Podersdorf am See auf.

## Literatur

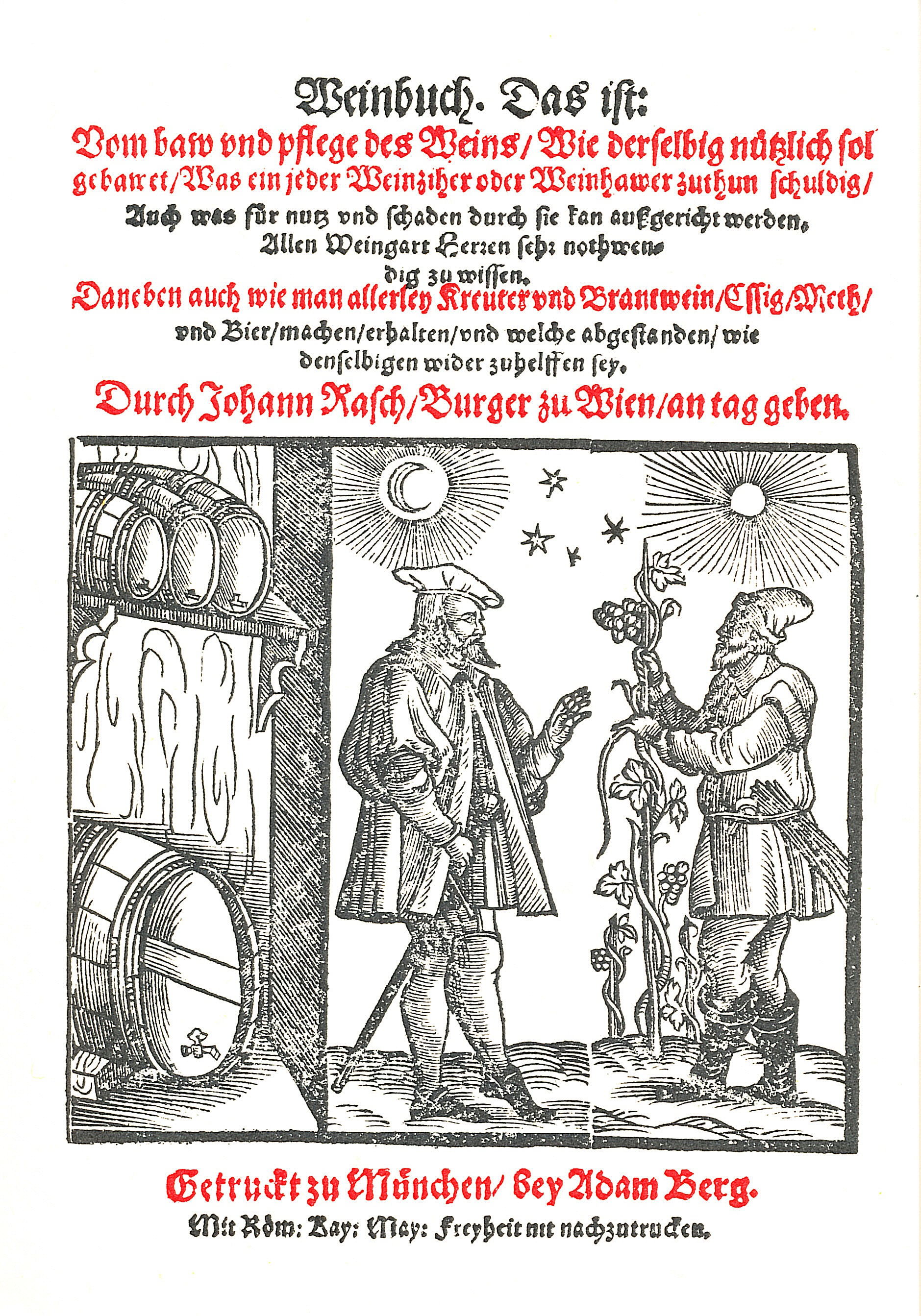
Titelseite des „Weinbuchs“ von Johann Rasch, Nachdruck der Ausgabe 1580